# Insecten in de tiende editie van Systema naturae
De tiende editie van Systema naturae van Carl Linnaeus geldt, samen met Svenska spindlar van Carl Alexander Clerck, als het beginpunt van de zoölogische nomenclatuur, en is om die reden van groot belang voor de biosystematiek. De geslachten die Linnaeus creëerde omvatten doorgaans veel soorten, en vaak werden binnen een geslacht soorten samengebracht die sindsdien niet meer als nauwe verwanten worden beschouwd. Samen met de grote aantallen soorten die naderhand door andere auteurs zijn benoemd en het vervolgens opnieuw arrangeren van geslachten, heeft dit ertoe geleid dat veel soorten niet langer in het geslacht worden geplaatst waarin Linnaeus ze in eerste instantie plaatste. Dit overzicht heeft als belangrijkste functie het vindbaar maken van de huidige geaccepteerde naam van insectensoorten die in de tiende druk van Systema naturae zijn benoemd. Namen die door Linnaeus werden gepubliceerd en nog altijd in deze vorm gebruikt worden, zijn vet weergegeven.
Linnaeus plaatste alle organismen die nu tot de Arthropoda worden gerekend in zijn klasse van "Insecta".

## Coleoptera
Onder de Coleoptera (kevers) plaatste Linnaeus ook de oorwormen, kakkerlakken, rechtvleugeligen (krekels en sprinkhanen), bidsprinkhanen en wandelende takken.

### Scarabaeus
p. 345
- Scarabaeus
- Scarabaeus hercules – Dynastes hercules – Herculeskever (mannetje)
- Scarabaeus actaeon – Megasoma actaeon
- Scarabaeus simson – Strategus simson
- Scarabaeus atlas – Chalcosoma atlas
- Scarabaeus aloeus – Strategus aloeus

p. 346
- Scarabaeus typhoeus – Typhaeus typhoeus – Driehoornmestkever
- Scarabaeus nasicornis – Oryctes nasicornis – Neushoornkever
- Scarabaeus lunaris – Copris lunaris – Eenhoornmestkever
- Scarabaeus cylindricus – Sinodendron cylindricum – Rolrond vliegend hert
- Scarabaeus carnifex – Phanaeus carnifex
- Scarabaeus rhinoceros – Oryctes rhinoceros

p. 347
- Scarabaeus molossus – Catharsius molossus
- Scarabaeus mimas – Diabroctis mimas
- Scarabaeus sacer – Heilige pillenkever
- Scarabaeus didymus – Phileurus didymus
- Scarabaeus valgus – Phileurus valgus
- Scarabaeus nuchicornis – Onthophagus nuchicornis – Rechthoornpillendraaier

p. 348
- Scarabaeus subterraneus – Eupleurus subterraneus
- Scarabaeus erraticus – Colobopterus erraticus
- Scarabaeus maurus – Glaphyrus maurus
- Scarabaeus fossor – Teuchestes fossor – Zwarte veldmestkever
- Scarabaeus fimetarius – Aphodius fimetarius – Roodschildveldmestkever
- Scarabaeus haemorrhoidalis – Otophorus haemorrhoidalis
- Scarabaeus conspurcatus – Chilothorax conspurcatus
- Scarabaeus gigas – Heliocopris gigas

p. 349
- Scarabaeus scaber = Dynastes hercules – Herculeskever (vrouwtje)[1]
- Scarabaeus longimanus – Euchirus longimanus
- Scarabaeus pilularius – Canthon pilularius
- Scarabaeus schaefferi – Sisyphus schaefferi
- Scarabaeus stercorarius – Geotrupes stercorarius – Gewone mestkever
- Scarabaeus vernalis – Trypocopris vernalis
- Scarabaeus calcaratus – nomen dubium[2]

p. 350
- Scarabaeus fabulosus – nomen dubium
- Scarabaeus chrysis – Macraspis chrysis
- Scarabaeus nitidus – Cotinis nitida
- Scarabaeus lanigerus – Cotalpa lanigera
- Scarabaeus festivus - Oxysternon festivum
- Scarabaeus lineola – Rutela lineola
- Scarabaeus punctatus – Pelidnota punctata

p. 351
- Scarabaeus sepicola – nomen dubium
- Scarabaeus syriacus – Pygopleurus syriacus
- Scarabaeus horticola – Phyllopertha horticola – Johanneskever
- Scarabaeus melolontha – Melolontha melolontha – Meikever
- Scarabaeus solstitialis – Amphimallon solstitialis – Junikever
- Scarabaeus hemipterus – Valgus hemipterus – Kortvleugelboorkever

p. 352
- Scarabaeus fullo – Polyphylla fullo – Julikever
- Scarabaeus fasciatus – Trichius fasciatus – Penseelkever
- Scarabaeus indus – Euphoria inda
- Scarabaeus brunnus – Serica brunna
- Scarabaeus capensis – Trichostetha capensis
- Scarabaeus lanius – Gymnetis lanius
- Scarabaeus auratus – Cetonia aurata – Gouden tor
- Scarabaeus variabilis – Gnorimus variabilis

p. 353
- Scarabaeus nobilis – Gnorimus nobilis
- Scarabaeus rufipes – Acrossus rufipes
- Scarabaeus aquaticus – Hydrobius fuscipes
- Scarabaeus ceratoniae – Sinoxylon ceratoniae
- Scarabaeus cervus – Lucanus cervus – Vliegend hert

p. 354
- Scarabaeus interruptus – Passalus interruptus
- Scarabaeus carinatus – Chalcodes carinatus
- Scarabaeus tridentatus – een chimaera bestaand uit de kop van Lucanus cervus op het lichaam van Prionus coriarius[3]
- Scarabaeus parallelipipedus – Dorcus parallelipipedus – Klein vliegend hert
- Scarabaeus caraboides – Platycerus caraboides – Blauw vliegend hert

### Dermestes
- Dermestes
- Dermestes lardarius – Gewone spekkever

p. 355
- Dermestes undatus – Megatoma undata
- Dermestes pellio – Attagenus pellio – Pelskever
- Dermestes pectinicornis – Ptilinus pectinicornis – Gekamde houtwormkever
- Dermestes clavicornis – Orthocerus clavicornis – Zwarte knotssprietkever
- Dermestes pertinax – Hadrobregmus pertinax
- Dermestes mollis – Ernobius mollis – Zachte houtwormkever
- Dermestes capucinus – Bostrichus capucinus – Kapucijnkever
- Dermestes typographus – Ips typographus – Letterzetter
- Dermestes micrographus – Pityophthorus micrographus
- Dermestes poligraphus – Polygraphus poligraphus
- Dermestes piniperda – Tomicus piniperda – Dennenscheerder

p. 356
- Dermestes violaceus – Necrobia violacea
- Dermestes fenestralis – Rhizophagus fenestralis
- Dermestes domesticus – Trypodendron domesticum
- Dermestes melanocephalus – Cercyon melanocephalus
- Dermestes murinus
- Dermestes pilula – Byrrhus pilula – Pilkever
- Dermestes scarabaeoides – Sphaeridium scarabaeoides
- Dermestes scrophulariae – Anthrenus scrophulariae – Helmkruidbloemkever
- Dermestes pisorum – Bruchus pisorum – Erwtenkever

p. 357
- Dermestes paniceus – Stegobium paniceum – Broodkever
- Dermestes eustatius – nomen dubium
- Dermestes stercoreus – Typhaea stercorea – Behaarde schimmelkever
- Dermestes pedicularius – Kateretes pedicularius
- Dermestes pulicarius – Brachypterolus pulicarius – Leeuwenbekkevertje
- Dermestes psyllius
- Dermestes scanicus – Cryptophagus scanicus
- Dermestes colon
- Dermestes surinamensis – Oryzaephilus surinamensis – Getande graankever

p. 358
- Dermestes hemipterus – Carpophilus hemipterus

### Hister
- Hister
- Hister unicolor – Eenkleurige spiegelkever
- Hister pygmaeus – Dendrophilus pygmaeus – Kleine mierenspiegelkever
- Hister bimaculatus – Atholus bimaculatus
- Hister quadrimaculatus

### Silpha
p. 359
- Silpha
- Silpha germanica – Nicrophorus germanicus – Duitse doodgraver
- Silpha vespillo – Nicrophorus vespillo – Krompootdoodgraver
- Silpha bipunctata – Nitidula bipunctata
- Silpha quadripunctata – Glischrochilus quadripunctatus – Vierpuntschorsglanskever

p. 360
- Silpha indica
- Silpha americana – Necrophila americana
- Silpha seminulum – Agathidium seminulum
- Silpha agaricina – Scaphisoma agaricinum
- Silpha maura
- Silpha russica – Triplax russica – Glanzende tonderkever
- Silpha littoralis – Necrodes littoralis – Oeveraaskever
- Silpha atrata – Phosphuga atrata – Slakkenaaskever
- Silpha thoracica – Oiceoptoma thoracicum – Oranje aaskever

p. 361
- Silpha opaca – Aclypea opaca
- Silpha rugosa – Thanatophilus rugosus – Rimpelige aaskever
- Silpha sabulosa – Opatrum sabulosum – Gekorrelde zwartlijf
- Silpha obscura – Donkere aaskever
- Silpha ferruginea – Ostoma ferrugineum
- Silpha grossa – Peltis grossa

p. 362
- Silpha oblonga – Grynocharis oblonga
- Silpha aquatica – Helophorus aquaticus – Breedhalswaterkever
- Silpha colon – Omosita colon
- Silpha depressa – Omosita depressa
- Silpha grisea – Soronia grisea
- Silpha aestiva – Epuraea aestiva – Platte staartschorskever
- Silpha pedicularis

### Cassida
- Cassida – Schildpadtorren
- Cassida viridis – Muntschildpadtor

p. 363
- Cassida nebulosa – Gevlekte schildpadtor
- Cassida nobilis – Gestreepte schildpadtor
- Cassida cruciata – Deloyala cruciata
- Cassida bifasciata – Charidotella bifasciata
- Cassida flava – Paraselenis flava
- Cassida purpurea – Charidotella purpurea
- Cassida marginata – Chelymorpha marginata
- Cassida reticularis – Stolas reticularis
- Cassida variegata – Discomorpha variegata
- Cassida grossa – Eugenysa grossa
- Cassida clatrata – Omaspides clatrata

p. 364
- Cassida jamaicensis – Eurypepla jamaicensis
- Cassida cyanea – Cyrtonota cyanea
- Cassida inaequalis – Stolas inaequalis
- Cassida lateralis – Cyrtonota lateralis
- Cassida discoides – Stolas discoides
- Cassida petiveriana – Therea petiveriana

### Coccinella
- Coccinella
- Coccinella unipunctata – Cercyon unipunctatus
- Coccinella 2-punctata / Coccinella bipunctata – Adalia bipunctata – Tweestippelig lieveheersbeestje

p. 365
- Coccinella 3-punctata / Coccinella tripunctata – Coccinella undecimpunctata tripunctata[4]
- Coccinella hebraea = Anatis ocellata – Oogvleklieveheersbeestje[5]
- Coccinella 5-punctata / Coccinella quinquepunctata – Vijfstippelig lieveheersbeestje
- Coccinella trifasciata
- Coccinella hieroglyphica – Hiërogliefenlieveheersbeestje
- Coccinella 7-punctata / Coccinella septempunctata – Zevenstippelig lieveheersbeestje
- Coccinella 9-punctata / Coccinella novempunctata = Coccinella undecimpunctata – Elfstippelig lieveheersbeestje[6]
- Coccinella 10-punctata / Coccinella decempunctata – Adalia decempunctata – Tienstippelig lieveheersbeestje

p. 366
- Coccinella 11-punctata / Coccinella undecimpunctata – Elfstippelig lieveheersbeestje
- Coccinella 13-punctata / Coccinella tredecimpunctata – Hippodamia tredecimpunctata – Dertienstippelig lieveheersbeestje
- Coccinella 14-punctata / Coccinella quatuordecimpunctata – Propylea quatuordecimpunctata – Schaakbordlieveheersbeestje
- Coccinella ocellata – Anatis ocellata – Oogvleklieveheersbeestje
- Coccinella 19-punctata / Coccinella novemdecimpunctata – Anisosticta novemdecimpunctata – Negentienstippelig lieveheersbeestje
- Coccinella 22-punctata / Coccinella vigintiduopunctata – Psyllobora vigintiduopunctata – Citroenlieveheersbeestje
- Coccinella 24-punctata / Coccinella vigintiquatuorpunctata – Subcoccinella vigintiquatuorpunctata – Vierentwintigstippelig lieveheersbeestje
- Coccinella 25-punctata / Coccinella vigintiquinquepunctata = Subcoccinella vigintiquatuorpunctata – Vierentwintigstippelig lieveheersbeestje[7]
- Coccinella conglobata – Oenopia conglobata – Vloeivleklieveheersbeestje
- Coccinella conglomerata – Adalia conglomerata – Zwartstreeplieveheersbeestje

p. 367
- Coccinella guttatopunctata = Adalia decempunctata – Tienstippelig lieveheersbeestje[8]
- Coccinella 14-guttata / Coccinella quatuordecimguttata – Calvia quatuordecimguttata – Roomvleklieveheersbeestje
- Coccinella 16-guttata / Coccinella sedecimguttata – Halyzia sedecimguttata – Meeldauwlieveheersbeestje
- Coccinella 18-guttata / Coccinella octodecimguttata – Myrrha octodecimguttata – Achttienvleklieveheersbeestje
- Coccinella 20-guttata / Coccinella vigintiguttata – Sospita vigintiguttata – Twintigvleklieveheersbeestje
- Coccinella oblongoguttata – Myzia oblongoguttata – Gestreept lieveheersbeestje
- Coccinella obliterata – Aphidecta obliterata – Bruin lieveheersbeestje
- Coccinella 2-pustulata / Coccinella bipustulata – Chilocorus bipustulatus – Heidelieveheersbeestje
- Coccinella 4-pustulata / Coccinella quadripustulata – Exochomus quadripustulatus – Viervleklieveheersbeestje
- Coccinella 6-pustulata / Coccinella sexpustulata = Adalia bipunctata – Tweestippelig lieveheersbeestje[9]

p. 368
- Coccinella 10-pustulata / Coccinella decempustulata = Adalia decempunctata – Tienstippelig lieveheersbeestje[8]
- Coccinella 14-pustulata / Coccinella quatuordecimpustulata – Coccinula quatuordecimpustulata – Veertienvleklieveheersbeestje
- Coccinella 16-pustulata / Coccinella sedecimpustulata
- Coccinella gigantea – nomen dubium
- Coccinella pantherina = Adalia bipunctata – Tweestippelig lieveheersbeestje[9]
- Coccinella tigrina = Sospita vigintiguttata – Twintigvleklieveheersbeestje[10]

### Chrysomela
- Chrysomela
- Chrysomela goettingensis – Timarcha goettingensis – Göttingens haantje

p. 369
- Chrysomela tanaceti – Galeruca tanaceti – Wormkruidhaantje
- Chrysomela haemorrhoidalis
- Chrysomela graminis – Chrysolina graminis – Grote goudhaan
- Chrysomela aenea – Plagiosterna aenea
- Chrysomela alni – Agelastica alni – Elzenhaantje
- Chrysomela betulae
- Chrysomela haemoptera – Chrysolina haemoptera – Hottentothaantje
- Chrysomela occidentalis – Colaspis occidentalis
- Chrysomela padi – Cyphon padi
- Chrysomela armoraciae – Phaedon armoraciae

p. 370
- Chrysomela hypochaeridis – Cryptocephalus hypochaeridis – Composietensteilkopje
- Chrysomela vulgatissima – Phratora vulgatissima – Lang griendhaantje
- Chrysomela vitellinae – Phratora vitellinae – Bronsgriendhaantje
- Chrysomela polygoni – Gastrophysa polygoni – Duizendknoophaantje
- Chrysomela pallida – Gonioctena pallida
- Chrysomela staphylaea – Chrysolina staphylaea – Roodbruine goudhaan
- Chrysomela polita – Chrysolina polita – Moertje
- Chrysomela clavicornis – Aegithus clavicornis
- Chrysomela populi – Grote populierenhaan

p. 371
- Chrysomela viminalis – Gonioctena viminalis – Rood struikhaantje
- Chrysomela 10-punctata
- Chrysomela lapponica – Laps haantje
- Chrysomela boleti – Diaperis boleti – Boletenzwartlijf
- Chrysomela collaris – Gezoomd wilgenhaantje
- Chrysomela sanguinolenta – Chrysolina sanguinolenta – Kleine helmkruidhaan
- Chrysomela marginata – Chrysolina marginata – Bruin duizendbladhaantje
- Chrysomela marginella – Hydrothassa marginella
- Chrysomela aestuans – Platyphora aestuans
- Chrysomela coccinea – Endomychus coccineus

p. 372
- Chrysomela philadelphica – Calligrapha philadelphica
- Chrysomela americana – Chrysolina americana – Rozemarijngoudhaantje
- Chrysomela sacra – Entomoscelis sacra
- Chrysomela minuta – Laccobius minutus
- Chrysomela oleracea – Altica oleracea – Teunisbloemaardvlo
- Chrysomela chrysocephala – Psylliodes chrysocephala – Koolzaadaardvlo
- Chrysomela hyoscyami – Psylliodes hyoscyami

p. 373
- Chrysomela erythrocephala
- Chrysomela helxines
- Chrysomela exsoleta – Longitarsus exsoletus
- Chrysomela nitidula – Crepidodera nitidula
- Chrysomela nemorum – Phyllotreta nemorum – Grote gestreepte aardvlo
- Chrysomela rufipes – Derocrepis rufipes – Wikkehaantje
- Chrysomela holsatica – Longitarsus holsaticus
- Chrysomela hemisphaerica
- Chrysomela surinamensis
- Chrysomela litera

p. 374
- Chrysomela aequinoctialis – Omophoita aequinoctialis
- Chrysomela tridentata – Labidostomis tridentata
- Chrysomela 4-punctata / Chrysomela quadripunctata – Clytra quadripunctata – Vierstippige mierenzakkever
- Chrysomela 2-punctata / Chrysomela bipunctata – Cryptocephalus bipunctatus
- Chrysomela moraei – Cryptocephalus moraei – Hertshooisteilkopje
- Chrysomela nitida – Cryptocephalus nitidus
- Chrysomela sericea – Cryptocephalus sericeus – Groen steilkopje

p. 375
- Chrysomela coryli – Cryptocephalus coryli – Hazelaarvalkever
- Chrysomela pini – Cryptocephalus pini – Dennensteilkopje
- Chrysomela bothnica = Cryptocephalus decemmaculatus
- Chrysomela cordigera – Cryptocephalus cordiger
- Chrysomela 6-punctata / Chrysomela sexpunctata – Cryptocephalus sexpunctatus – Zesstippelvalkever
- Chrysomela 10-maculata / Chrysomela decemmaculata – Cryptocephalus decemmaculatus
- Chrysomela obscura – Bromius obscurus – Bastaardwederikkever
- Chrysomela merdigera – Lilioceris merdigera – Bruinrood leliehaantje

p. 376
- Chrysomela nymphaeae – Galerucella nymphaeae – Waterleliehaantje
- Chrysomela caprea – Lochmaea caprea
- Chrysomela 4-maculata / Chrysomela quadrimaculata – Phyllobrotica quadrimaculata – Glidkruidhaantje
- Chrysomela cyanella – Lema cyanella
- Chrysomela 12-punctata / Chrysomela duodecimpunctata – Crioceris duodecimpunctata
- Chrysomela melanopus – Oulema melanopus
- Chrysomela phellandrii – Prasocuris phellandrii
- Chrysomela asparagi – Crioceris asparagi
- Chrysomela cerasi – Orsodacne cerasi
- Chrysomela sulphurea – Cteniopus sulphureus
- Chrysomela cervina – Dascillus cervinus

p. 377
- Chrysomela ceramboides – Pseudocistela ceramboides
- Chrysomela murina – Isomira murina
- Chrysomela hirta – Lagria hirta
- Chrysomela inda
- Chrysomela elongata – Tillus elongatus

### Curculio
- Curculio
- Curculio palmarum – Rhynchophorus palmarum
- Curculio indus
- Curculio hemipterus – Metamasius hemipterus

p. 378
- Curculio violaceus – Magdalis violacea
- Curculio alliariae
- Curculio cyaneus – Orobitis cyanea
- Curculio aterrimus
- Curculio cerasi – Magdalis cerasi
- Curculio acridulus – Notaris acridulus
- Curculio purpureus
- Curculio frumentarius – Apion frumentarium
- Curculio granarius – Sitophilus granarius
- Curculio dorsalis – Dorytomus dorsalis

p. 379
- Curculio melanocardius – Rhodobaenus melanocardius
- Curculio pini – Pissodes pini
- Curculio rumicis – Hypera rumicis
- Curculio lapathi – Cryptorhynchus lapathi
- Curculio cupreus – Involvulus cupreus
- Curculio scaber – Otiorhynchus scaber
- Curculio t-album – Limnobaris t-album
- Curculio quercus – Orchestes quercus
- Curculio arator – Hypera arator

p. 380
- Curculio 2-punctatus / Curculio bipunctatus – Ellescus bipunctatus
- Curculio 4-maculatus / Curculio quadrimaculatus – Nedyus quadrimaculatus
- Curculio 5-maculatus
- Curculio pericarpius – Rhinoncus pericarpius
- Curculio scrophulariae – Cionus scrophulariae
- Curculio vittatus – Exophthalmus vittatus
- Curculio paraplecticus – Lixus paraplecticus
- Curculio algirus – Lixomorphus algirus

p. 381
- Curculio bacchus – Rhynchites bacchus
- Curculio betulae – Byctiscus betulae
- Curculio populi – Byctiscus populi
- Curculio alni – Orchestes alni
- Curculio salicis – Tachyerges salicis
- Curculio fagi – Orchestes fagi
- Curculio segetis = Orchestes pilosus
- Curculio pomorum – Anthonomus pomorum

p. 382
- Curculio ovatus – Otiorhynchus ovatus
- Curculio carbonarius – Magdalis carbonaria
- Curculio mucoreus
- Curculio pusio
- Curculio vaginalis – Cratosomus vaginalis
- Curculio stigma – Rhinochenus stigma
- Curculio depressus – Homalinotus depressus
- Curculio annulatus – Cholus annulatus
- Curculio dispar – Estenorhinus dispar

p. 383
- Curculio anchorago – Brentus anchorago
- Curculio abietis – Hylobius abietis
- Curculio germanus – Liparus germanus
- Curculio nucum
- Curculio 5-punctatus / Curculio quinquepunctatus – Tychius quinquepunctatus
- Curculio hispidus – Trachodes hispidus
- Curculio rectirostris – Anthonomus rectirostris
- Curculio pedicularius – Anthonomus pedicularius

p. 384
- Curculio ligustici – Otiorhynchus ligustici
- Curculio pyri – Phyllobius pyri
- Curculio oblongus – Phyllobius oblongus
- Curculio argentatus – Phyllobius argentatus
- Curculio ovatus – Otiorhynchus ovatus
- Curculio cervinus – Polydrusus cervinus
- Curculio argyreus – Compsus argyreus
- Curculio viridis – Chlorophanus viridis

p. 385
- Curculio speciosus – Rhigus speciosus
- Curculio ruficornis – Magdalis ruficornis
- Curculio albinus – Platystomos albinus
- Curculio lineatus – Sitona lineatus
- Curculio incanus – Brachyderes incanus
- Curculio cloropus = Phyllobius viridicollis
- Curculio rufipes
- Curculio nebulosus – Coniocleonus nebulosus
- Curculio ater – Rhyncolus ater
- Curculio emeritus

p. 386
- Curculio barbarus – Brachycerus barbarus
- Curculio cornutus
- Curculio 16-punctatus / Curculio sedecimpunctatus – Ericydeus sedecimpunctatus
- Curculio granulatus – Entimus granulatus
- Curculio abbreviatus – Diaprepes abbreviatus
- Curculio chinensis – Callosobruchus chinensis
- Curculio apterus – Brachycerus apterus

p. 387
- Attelabus
- Attelabus coryli – Apoderus coryli
- Attelabus surinamensis
- Attelabus pensylvanicus
- Attelabus betulae – Deporaus betulae
- Attelabus formicarius – Thanasimus formicarius
- Attelabus sipylus – Trichodes sipylus

p. 388
- Attelabus apiarius – Trichodes apiarius
- Attelabus mollis – Opilo mollis
- Attelabus ceramboides – Upis ceramboides
- Attelabus buprestoides – Spondylis buprestoides

### Cerambyx
- Cerambyx
- Cerambyx longimanus – Acrocinus longimanus

p. 389
- Cerambyx trochlearis – Macropophora trochlearis
- Cerambyx cervicornis – Macrodontia cervicornis
- Cerambyx coriarius – Prionus coriarius
- Cerambyx cinnamomeus – Callipogon cinnamomeus
- Cerambyx festivus – Chlorida festivus
- Cerambyx lineatus – Elateropsis lineatus

p. 390
- Cerambyx spinibarbis – Mallodon spinibarbis
- Cerambyx batus – Juiaparus batus
- Cerambyx rubus – Batocera rubus
- Cerambyx ferrugineus
- Cerambyx sentis – Batocera sentis
- Cerambyx farinosus – Taeniotes farinosus
- Cerambyx depressus = Macropophora trochlearis[11]
- Cerambyx glaucus – Oreodera glauca

p. 391
- Cerambyx lamed – Pachyta lamed
- Cerambyx nebulosus – Leiopus nebulosus
- Cerambyx hispidus – Pogonocherus hispidus
- Cerambyx desertus – Epepeotes desertus
- Cerambyx succinctus – Trachyderes succinctus
- Cerambyx virens
- Cerambyx moschatus – Aromia moschata

p. 392
- Cerambyx alpinus – Rosalia alpina
- Cerambyx aedilis – Acanthocinus aedilis
- Cerambyx sutor – Monochamus sutor
- Cerambyx cerdo
- Cerambyx textor – Lamia textor

p. 393
- Cerambyx fuliginator – Iberodorcadion fuliginator
- Cerambyx coquus – Tragiodon coquus
- Cerambyx cursor – Oxymirus cursor
- Cerambyx kaehleri – Purpuricenus kaehleri
- Cerambyx inquisitor – Rhagium inquisitor
- Cerambyx fur – Ptinus fur

p. 394
- Cerambyx carcharias – Saperda carcharias
- Cerambyx scalaris – Saperda scalaris
- Cerambyx populneus – Saperda populnea
- Cerambyx cylindricus – Phytoecia cylindrica
- Cerambyx oculatus – Oberea oculata
- Cerambyx zonarius – Gnoma zonaria

p. 395
- Cerambyx serraticornis – Calopus serraticornis
- Cerambyx rusticus – Arhopalus rusticus
- Cerambyx femoratus – Ropalopus femoratus
- Cerambyx violaceus – Callidium violaceum
- Cerambyx auratus – Hileolaspis auratus
- Cerambyx stigma – Neomegaderus stigma

p. 396
- Cerambyx striatus – Asemum striatum
- Cerambyx testaceus – Phymatodes testaceus
- Cerambyx bajulus – Hylotrupes bajulus
- Cerambyx fennicus = Phymatodes testaceus
- Cerambyx undatus – Semanotus undatus
- Cerambyx sanguineus – Pyrrhidium sanguineum
- Cerambyx castaneus – Tetropium castaenum

### Leptura
p. 397
- Leptura
- Leptura aquatica – Donacia aquatica
- Leptura melanura – Stenurella melanura
- Leptura rubra – Stictoleptura rubra
- Leptura virens – Lepturobosca virens
- Leptura sericea – Plateumaris sericea
- Leptura 4-maculata / Leptura quadrimaculata – Pachyta quadrimaculata

p. 398
- Leptura meridiana – Stenocorus meridianus
- Leptura interrogationis – Brachyta interrogationis
- Leptura 6-maculata / Leptura sexmaculata – Judolia sexmaculata
- Leptura 4-fasciata / Leptura quadrifasciata
- Leptura attenuata – Strangalia attenuata
- Leptura nigra – Stenurella nigra
- Leptura virginea – Gaurotes virginea
- Leptura collaris – Dinoptera collaris
- Leptura rustica – Xylotrechus rusticus
- Leptura mystica – Anaglyptus mysticus

p. 399
- Leptura necydalea – Isthmiade necydalea
- Leptura detrita – Plagionotus detritus
- Leptura arcuata – Plagionotus arcuatus
- Leptura arietis – Clytus arietis
- Leptura praeusta – Tetrops praeusta
- Leptura linearis

### Cantharis
p. 400
- Cantharis
- Cantharis noctiluca – Lampyris noctiluca
- Cantharis pyralis – Photinus pyralis
- Cantharis lampyris
- Cantharis ignita – Aspisoma ignitum
- Cantharis lucida
- Cantharis phosphorea

p. 401
- Cantharis mauritanica – Pelania mauritanica
- Cantharis chinensis
- Cantharis italica – Luciola italica
- Cantharis fusca
- Cantharis livida
- Cantharis rufa
- Cantharis sanguinea – Lygistopterus sanguineus

p. 402
- Cantharis obscura
- Cantharis lateralis
- Cantharis aenea – Malachius aeneus
- Cantharis bipustulata – Malachius bipustulatus
- Cantharis pedicularia – Ebaeus pedicularius
- Cantharis fasciata – Anthocomus fasciatus
- Cantharis biguttata – Malthinus biguttatus
- Cantharis minima – Malthodes minimus

p. 403
- Cantharis testacea – Rhagonycha testacea
- Cantharis pectinata
- Cantharis serrata
- Cantharis tropica
- Cantharis pectinicornis – Schizotus pectinicornis
- Cantharis caerulea – Ischnomera caerulea
- Cantharis viridissima – Chrysanthia viridissima
- Cantharis navalis – Lymexylon navale
- Cantharis melanura – Nacerdes melanura

### Elater
p. 404
- Elater
- Elater oculatus – Alaus oculatus
- Elater noctilucus – Pyrophorus noctilucus
- Elater phosphoreus – Ignelater phosphoreus
- Elater brunneus – Sericus brunneus
- Elater syriacus – Cardiophorus syriacus
- Elater cruciatus – Selatosomus cruciatus
- Elater linearis – Denticollis linearis

p. 405
- Elater ruficollis – Cardiophorus ruficollis
- Elater mesomelus = Denticollis linearis
- Elater castaneus – Anostirus castaneus
- Elater ferrugineus
- Elater sanguineus – Ampedus sanguineus
- Elater balteatus – Ampedus balteatus
- Elater marginatus – Dalopius marginatus
- Elater sputator – Agriotes sputator

p. 406
- Elater obscurus – Agriotes obscurus
- Elater tristis – Ampedus tristis
- Elater fasciatus – Danosoma fasciatum
- Elater murinus – Agrypnus murinus
- Elater tessellatus – Prosternon tessellatum
- Elater aeneus – Selatosomus aeneus
- Elater pectinicornis – Ctenicera pectinicornis
- Elater niger – Hemicrepidius niger
- Elater minutus – Limonius minutus

### Cicindela
p. 407
- Cicindela
- Cicindela campestris
- Cicindela hybrida
- Cicindela germanica – Cylindera germanica
- Cicindela sylvatica
- Cicindela maura – Cassolaia maura
- Cicindela riparia – Elaphrus riparius

p. 408
- Cicindela aquatica – Notiophilus aquaticus

### Buprestis
- Buprestis
- Buprestis gigantea – Euchroma gigantea
- Buprestis 8-guttata / Buprestis octoguttata
- Buprestis gnita – Chrysochroa ignita

p. 409
- Buprestis stricta – Pelecopselaphus strictus
- Buprestis sternicornis – Sternocera sternicornis
- Buprestis mariana – Chalcophora mariana
- Buprestis chrysostigma – Chrysobothris chrysostigma
- Buprestis rustica
- Buprestis fascicularis – Julodis fascicularis
- Buprestis hirta – Neojulodis hirta

p. 410
- Buprestis nitidula – Anthaxia nitidula
- Buprestis bimaculata – Strigoptera bimaculata
- Buprestis tristis – Lampetis tristis
- Buprestis cuprea – Oedisterna cuprea
- Buprestis nobilis – Actenodes nobilis
- Buprestis 4-punctata / Buprestis quadripunctata – Anthaxia quadripunctata
- Buprestis minuta – Trachys minutus
- Buprestis viridis – Agrilus viridis
- Buprestis linearis – Dismorpha linearis

### Dytiscus
p. 411
- Dytiscus
- Dytiscus piceus – Hydrophilus piceus
- Dytiscus caraboides – Hydrochara caraboides
- Dytiscus fuscipes – Hydrobius fuscipes
- Dytiscus latissimus
- Dytiscus marginalis
- Dytiscus striatus – Colymbetes striatus
- Dytiscus fuscus – Colymbetes fuscus

p. 412
- Dytiscus cinereus – Graphoderus cinereus
- Dytiscus semistriatus = Dytiscus marginalis
- Dytiscus sulcatus – Acilius sulcatus
- Dytiscus erytrocephalus – Hydroporus erythrocephalus
- Dytiscus maculatus – Platambus maculatus
- Dytiscus minutus – Laccophilus minutus
- Dytiscus natator – Gyrinus natator

p. 413
- Dytiscus scarabaeoides – Hydrobius fuscipes

### Carabus
- Carabus
- Carabus coriaceus
- Carabus granulatus
- Carabus leucophthalmus – Sphodrus leucophthalmus

p. 414
- Carabus nitens
- Carabus hortensis
- Carabus violaceus
- Carabus cephalotes – Broscus cephalotes
- Carabus inquisitor – Calosoma inquisitor
- Carabus sycophanta – Calosoma sycophanta
- Carabus lividus – Nebria livida
- Carabus crepitans – Brachinus crepitans

p. 415
- Carabus americanus – Galerita americana
- Carabus spinipes = Amara aulica
- Carabus cyanocephalus – Lebia cyanocephala
- Carabus melanocephalus – Calathus melanocephalus
- Carabus vaporariorum – Cymindis vaporariorum
- Carabus latus – Harpalus latus
- Carabus ferrugineus – Leistus ferrugineus
- Carabus germanus – Diachromus germanus
- Carabus vulgaris = Pterostichus melanarius

p. 416
- Carabus caerulescens = Poecilus cupreus
- Carabus cupreus – Poecilus cupreus
- Carabus piceus – Agonum piceum
- Carabus marginatus – Agonum marginatum
- Carabus multipunctatus – Blethisa multipunctata
- Carabus 6-punctatus / Carabus sexpunctatus – Agonum sexpunctatum
- Carabus ustulatus
- Carabus crux major – Panagaeus cruxmajor
- Carabus crux minor – Lebia cruxminor
- Carabus 4-maculatus / Carabus quadrimaculatus – Dromius quadrimaculatus
- Carabus atricapillus – Demetrias atricapillus

### Tenebrio
p. 417
- Tenebrio
- Tenebrio molitor – Meeltor
- Tenebrio mauritanicus – Tenebroides mauritanicus
- Tenebrio culinaris – Uloma culinaris
- Tenebrio barbarus
- Tenebrio fossor – Clivina fossor

p. 418
- Tenebrio cursor = Oryzaephilus surinamensis
- Tenebrio pedicularius
- Tenebrio erraticus
- Tenebrio pallens – Antherophagus pallens
- Tenebrio mortisagus – Blaps mortisaga
- Tenebrio muricatus – Adesmia muricata
- Tenebrio caeruleus – Helops caeruleus
- Tenebrio angulatus
- Tenebrio caraboides – Cychrus caraboides

### Meloe
p. 419
- Meloe
- Meloe proscarabaeus
- Meloe majalis
- Meloe vesicatorius – Lytta vesicatoria
- Meloe syriacus
- Meloe cichorii

p. 420
- Meloe algiricus
- Meloe schaefferi – Cerocoma schaefferi
- Meloe floralis

### Mordella
- Mordella
- Mordella aculeata – Mordella aculeata
- Mordella humeralis – Mordellistena humeralis
- Mordella frontalis – Anaspis frontalis
- Mordella thoracica – Anaspis thoracica
- Mordella flava – Anaspis flava

### Necydalis
p. 421
- Necydalis
- Necydalis major
- Necydalis minor – Molorchus minor

### Staphylinus
- Staphylinus
- Staphylinus hirtus – Emus hirtus
- Staphylinus murinus – Ontholestes murinus
- Staphylinus maxillosus – Creophilus maxillosus

p. 422
- Staphylinus erytropterus
- Staphylinus politus – Philonthus polius
- Staphylinus rufus Oxyporus rufus
- Staphylinus riparius – Paederus riparius
- Staphylinus lignorum – Tachinus lignorum
- Staphylinus subterraneus – Tachinus subterraneus
- Staphylinus flavescens = Quedius cinctus[12]
- Staphylinus 2-guttatus /Staphylinus biguttatus – Stenus biguttatus
- Staphylinus littoreus – Sepedophilus littoreus
- Staphylinus sanguineus – Aleochara sanguinea
- Staphylinus caraboides – Anthophagus caraboides

p. 423
- Staphylinus chrysomelinus – Tachyporus chrysomelinus
- Staphylinus flavipes – Phloestiba plana
- Staphylinus fuscipes – Gyrohypnus fuscipes
- Staphylinus rufipes – Tachinus rufipes
- Staphylinus boleti – Gyrophaena boleti

### Forficula
- Forficula
- Forficula auricularia – Forficula auricularia
- Forficula minor – Labia minor

p. 424
- Blatta[13]
- Blatta gigantea – Blaberus giganteus
- Blatta aegyptiaca – Polyphaga aegyptiaca
- Blatta surinamensis – Pycnoscelus surinamensis
- Blatta americana – Periplaneta americana
- Blatta nivea – Panchlora nivea
- Blatta africana – Hemelytroblatta africana
- Blatta orientalis – Blatta orientalis

p. 425
- Blatta lapponica – Ectobius lapponicus
- Blatta oblongata – Pseudomops oblongata

### Gryllus
- Gryllus[14]
ondergeslacht Mantis
- Gryllus gigas – Phasma gigas
- Gryllus phthisicus – Pseudophasma phthisicum
- Gryllus siccifolius – Phyllium siccifolium

p. 426
- Gryllus gongylodes – Gongylus gongylodes
- Gryllus religiosus – Mantis religiosa
- Gryllus oratorius – Iris oratoria
- Gryllus precarius – Stagmatoptera precaria
- Gryllus bicornis – Schizocephala bicornis
- Gryllus tricolor – Harpagomantis tricolor
- Gryllus strumarius – Choeradodis strumaria

p. 427
- ondergeslacht Acrida
- Gryllus nasutus – Truxalis nasuta
- Gryllus turritus – Acrida turrita
ondergeslacht Bulla
- Gryllus unicolor – Bullacris unicolor
- Gryllus variolosus – Physemacris variolosa
- Gryllus serratus – Prionolopha serrata
- Gryllus carinatus – Porthetis carinata
- Gryllus bipunctatus – Tetrix bipunctata

p. 428
- Gryllus subulatus – Tetrix subulata
ondergeslacht Acheta
- Gryllus gryllotalpa – Gryllotalpa gryllotalpa
- Gryllus domesticus – Acheta domestica
- Gryllus campestris – Gryllus campestris
- Gryllus umbraculatus – Sciobia umbraculata

p. 429
- ondergeslacht Tettigonia
- Gryllus citrifolius – Cnemidophyllum citrifolium
- Gryllus laurifolius – Stilpnochlora laurifolia
- Gryllus myrtifolius – Viadana myrtifolia
- Gryllus elongatus – Mecopoda elongata
- Gryllus lamellatus – Anoedopoda lamellata
- Gryllus ocellatus – Pterochroza ocellata
- Gryllus acuminatus – Oxyprora acuminata

p. 430
- Gryllus triops – Neoconocephalus triops
- Gryllus rugosus – Sathrophyllia rugosa
- Gryllus coronatus – Championica coronata
- Gryllus aquilinus – Acanthodis aquilina
- Gryllus melanopterus – Clonia melanoptera
- Gryllus fastigiatus – Gryllacris fastigiata
- Gryllus coriaceus – Sexava coriacea
- Gryllus viridissimus – Tettigonia viridissima

p. 431
- Gryllus verrucivorus – Decticus verrucivorus
- Gryllus pupus – Hetrodes pupus
ondergeslacht Locusta
- Gryllus elephas – Pamphagus elephas
- Gryllus cristatus – Tropidacris cristata
- Gryllus morbillosus – Phymateus morbillosus

p. 432
- Gryllus miliaris – Aularches miliaris
- Gryllus haematopus – Euryphymus haematopus
- Gryllus migratorius – Locusta migratoria
- Gryllus tataricus – Cyrtacanthacaris tatarica
- Gryllus variegatus – Zonocerus variegatus
- Gryllus caerulescens – Oedipoda caerulescens
- Gryllus italicus – Calliptamus italicus
- Gryllus stridulus – Psophus stridulus

p. 433
- Gryllus carolinus – Dissosteira carolina
- Gryllus obscurus – Pycnodictya obscura
- Gryllus flavus – Oedaleus flavus
- Gryllus apricarius – Chorthippus apricarius
- Gryllus viridulus – Omocestus viridulus
- Gryllus biguttulus – Chorthippus biguttulus
- Gryllus rufus – Gomphocerippus rufus
- Gryllus grossus – Stethophyma grossum
- Gryllus pedestris – Podisma pedestris

### Appendix:Cerambyx
Appendix p. 822
- Cerambyx curculioides – Mesosa curculionoides

## Hemiptera
Onder de Hemiptera (halfvleugeligen) plaatste Linnaeus ook de tripsen.
p. 434
- Cicada
- Cicada laternaria – Fulgora lanternaria
- Cicada candelaria – Pyrops candelarius
- Cicada phosphorea – Raphirhinus phosphoreus
- Cicada noctivida – Mitrops noctivida
- Cicada lucernaria – Homalodisca lucernaria

p. 435
- Cicada foliata – Membracis foliata
- Cicada fronditia – Stegaspis fronditia
- Cicada squamigera – Enchenopa squamigera
- Cicada crux – Hemikyptha crux
- Cicada cornuta – Centrotus cornutus
- Cicada aurita – Ledra aurita

p. 436
- Cicada ciliaris – Hamaza ciliaris
- Cicada quadrifasciata – Cardioscarta quadrifasciata
- Cicada bifasciata – Planaphrodes bifasciata
- Cicada fornicata – Paranistria fornicata
- Cicada stridula – Platypleura stridula
- Cicada orni
- Cicada repanda – Pycna repanda
- Cicada reticulata – Aetalion reticulatum
- Cicada tibicen – Tibicen tibicen
- Cicada septendecim – Magicicada septendecim

p. 437
- Cicada violacea – Pinheya violacea
- Cicada coleoptrata – Lepyronia coleoptrata
- Cicada spumaria – Philaenus spumarius
- Cicada nervosa – Cixius nervosus
- Cicada leucophthalma = Philaenus spumarius
- Cicada albifrons – Anoscopus albifrons
- Cicada leucocephala = Philaenus spumarius
- Cicada lateralis = Philaenus spumarius
- Cicada striata – Psammotettix striatus

p. 438
- Cicada lineata – Neophilaenus lineatus
- Cicada interrupta – Evacanthus interruptus
- Cicada vittata – Eupteryx vittata
- Cicada aptera – Halticus apterus
- Cicada phalaenoides – Poekilloptera phalaenoides
- Cicada lanata – Lystra lanata
- Cicada rubra – Sphenorhina rubra
- Cicada viridis – Cicadella viridis
- Cicada flava = Philaenus spumarius

p. 439
- Cicada aurata – Eupteryx aurata
- Cicada ulmi – Ribautiana ulmi
- Cicada rosae – Edwardsiana rosae

- Notonecta
- Notonecta glauca
- Notonecta striata – Sigara striata
- Notonecta minutissima – Micronecta minutissima

p. 440
- Nepa
- Nepa grandis – Lethocerus grandis
- Nepa rubra = Nepa cinerea
- Nepa fusca – Laccotrephes brachialis
- Nepa atra
- Nepa cinerea
- Nepa cimicoides – Ilyocoris cimicoides

p. 441
- Nepa linearis – Ranatra linearis

- Cimex
- Cimex lectularius
- Cimex stockerus – Chrysocoris stockerus
- Cimex scarabaeoides – Thyreocoris scarabaeoides
- Cimex maurus – Eurygaster maura

p. 442
- Cimex lineatus – Graphosoma lineatum
- Cimex arabs – Edessa arabs
- Cimex serratus – Edessa serrata
- Cimex stolidus – Edessa stolida
- Cimex histrio – Dinocoris histrio
- Cimex littoralis – Salda littoralis
- Cimex rugosus – Nabis rugosus
- Cimex clavicornis – Copium clavicorne
- Cimex corticalis – Aradus corticalis

p. 443
- Cimex betulae – Aradus betulae
- Cimex erosus – Phymata erosa
- Cimex filicis – Monalocoris filicis
- Cimex cardui – Tingis cardui
- Cimex bidens – Picromerus bidens
- Cimex rufipes – Pentatoma rufipes
- Cimex marginatus – Coreus marginatus
- Cimex bipustulatus – Leptoscelis bipustulatus
- Cimex ypsilon – Mormidea ypsilon

p. 444
- Cimex punctatus – Rhacognathus punctatus
- Cimex haemorrhoidalis – Acanthosoma haemorrhoidale
- Cimex valgus – Elasmopoda valga
- Cimex quadrispinosus – Ricolla quadrispinosa
- Cimex acantharis – Heza acantharis
- Cimex viridulus – Nezara viridula
- Cimex peregrinator = Dinocoris histrio
- Cimex bipunctatus – Stagonomus bipunctatus
- Cimex sexpunctatus – Hyrmine sexpunctata

p. 445
- Cimex griseus – Elasmucha grisea
- Cimex interstinctus – Elasmostethus interstinctus
- Cimex baccarum – Dolycoris baccarum
- Cimex dumosus – Jalla dumosa
- Cimex variolosus – Dinocoris variolosus
- Cimex juniperinus – Chlorochroa juniperina
- Cimex caeruleus – Zicrona caerulea
- Cimex lineola – Largus lineola

p. 446
- Cimex oleraceus – Eurydema oleracea
- Cimex biguttatus – Adomerus biguttatus
- Cimex bicolor – Tritomegas bicolor
- Cimex ornatus – Eurydema ornata
- Cimex ruber – Deraeocoris ruber
- Cimex acuminatus – Aelia acuminata
- Cimex leucocephalus – Strongylocoris leucocephalus
- Cimex minutus – Orius minutus
- Cimex personatus – Reduvius personatus

p. 447
- Cimex annulatus – Rhynocoris annulatus
- Cimex ater – Capsus ater
- Cimex gothicus – Capsodes gothicus
- Cimex indus – Nematopus indus
- Cimex hyoscyami – Corizus hyoscyami
- Cimex equestris – Lygaeus equestris
- Cimex apterus – Pyrrhocoris apterus
- Cimex aegyptius – Scantius aegyptius

p. 448
- Cimex andreae – Dysdercus andreae
- Cimex kalmii – Orthops kalmii
- Cimex pratensis – Lygus pratensis
- Cimex campestris – Orthops campestris
- Cimex umbratilis = Orthops kalmii
- Cimex crassicornis – Stictopleurus crassicornis
- Cimex saltatorius – Saldula saltatoria
- Cimex arenarius – Trapezonotus arenarius
- Cimex pini – Rhyparochromus pini
- Cimex rolandri – Aphanus rolandri

p. 449
- Cimex nigripes – Calliclopius nigripes
- Cimex laevigatus – Stenodema laevigatum
- Cimex dolabratus – Leptopterna dolabrata
- Cimex striatus – Miris striatus
- Cimex erraticus – Notostira erratica
- Cimex ferus – Nabis ferus
- Cimex populi – Phytocoris populi
- Cimex ulmi – Phytocoris ulmi
- Cimex sylvestris – Ligyrocoris sylvestris
- Cimex bimaculatus – Closterotomus fulvomaculatus
- Cimex mutabilis = Phylus coryli

p. 450
- Cimex calcaratus – Alydus calcaratus
- Cimex abietis – Eremocoris abietis
- Cimex kermesinus – Ugnius kermesinus
- Cimex lacustris – Gerris lacustris
- Cimex stagnorum – Hydrometra stagnorum
- Cimex vagabundus – Empicoris vagabundus

p. 451
- Cimex tipularius – Neides tipularius
- Cimex coryli – Phylus coryli

- Aphis
- Aphis ribis – Cryptomyzus ribis
- Aphis ulmi – Tetraneura ulmi
- Aphis pastinacae – Cavariella pastinacae
- Aphis sambuci
- Aphis rumicis
- Aphis lychnidis – Brachycaudus lychnidis
- Aphis padi – Rhopalosiphum padi

p. 452
- Aphis rosae – Macrosiphum rosae
- Aphis tiliae – Eucallipterus tiliae
- Aphis brassicae – Brevicoryne brassicae
- Aphis craccae
- Aphis lactucae – Hyperomyzus lactucae
- Aphis cirsii – Uroleucon cirsii
- Aphis cardui – Brachycaudus cardui
- Aphis tanaceti – Uroleucon tanaceti
- Aphis absinthii – Macrosiphoniella absinthii
- Aphis jaceae – Uroleucon jaceae
- Aphis betulae – Glyphina betulae
- Aphis roboris – Lachnus roboris

p. 453
- Aphis quercus – Stomaphis quercus
- Aphis pini – Cinara pini
- Aphis salicis – Pterocomma salicis
- Aphis populi – Pachypappa populi
- Aphis bursaria – Pemphigus bursarius
- Aphis urticae – Orthezia urticae

- Chermes
- Chermes graminis – nomen dubium
- Chermes ulmi – Eriosoma ulmi

p. 454
- Chermes cerastii – Trioza cerastii
- Chermes pyri – Cacopsylla pyri
- Chermes buxi – Psylla buxi
- Chermes urticae – Trioza urticae
- Chermes betulae – Psylla betulae
- Chermes alni – Psylla alni
- Chermes quercus – nomen dubium
- Chermes abietis – Adelges abietis
- Chermes salicis – nomen dubium
- Chermes fraxini – Psyllopsis fraxini
- Chermes aceris – Rhinocola aceris

p. 455
- Chermes ficus – Homotoma ficus

- Coccus[15]
- Coccus hesperidum
- Coccus aonidum – Chrysomphalus aonidum
- Coccus quercus – Kermes quercus
- Coccus ilicis – Kermes ilicis
- Coccus betulae = Pulvinaria vitis
- Coccus carpini = Pulvinaria vitis
- Coccus ulmi – Lepidosaphes ulmi

p. 456
- Coccus coryli = Eulecanium tiliae
- Coccus tiliae – Eulecanium tiliae
- Coccus rusci – Ceroplastes rusci
- Coccus salicis – Chionaspis salicis
- Coccus vitis – Pulvinaria vitis
- Coccus polonicus – Porphyrophora polonica
- Coccus pilosellae = Porphyrophora polonica
- Coccus phalaridis – nomen dubium
- Coccus oxyacanthae = Pulvinaria vitis

p. 457
- Coccus cacti – Protortonia cacti

- Thrips
- Thrips physapus
- Thrips minutissima – Thrips minutissimus
- Thrips juniperina – Thrips juniperinus
- Thrips fasciata – Aeolothrips fasciatus

## Lepidoptera

### Papilio
p. 458
- Papilio

ondergeslacht Eques
- Papilio priamus – Ornithoptera priamus

p. 459
- Papilio hector – Pachliopta hector
- Papilio paris
- Papilio helenus
- Papilio troilus
- Papilio deiphobus

p. 460
- Papilio polytes
- Papilio pammon = Papilio polytes
- Papilio glaucus
- Papilio anchises – Parides anchises
- Papilio polydamas – Battus polydamas
- Papilio memnon
- Papilio agenor – ondersoort van Papilio memnon

p. 461
- Papilio sarpedon – Graphium sarpedon
- Papilio aeneas – Parides aeneas
- Papilio panthous = Ornithoptera priamus
- Papilio pandarus – Hypolimnas pandarus
- Papilio helena – Troides helena
- Papilio menelaus – Morpho menelaus
- Papilio ulysses
- Papilio agamemnon – Graphium agamemnon

p. 462
- Papilio diomedes = Papilio ulysses
- Papilio patroclus – Lyssa patroclus
- Papilio pyrrhus – Polyura pyrrhus
- Papilio leilus – Urania leilus
- Papilio ajax – [rejected]
- Papilio machaon – Koninginnenpage

p. 463
- Papilio antilochus = Papilio glaucus
- Papilio protesilaus – Protesilaus protesilaus
- Papilio nestor = Morpho menelaus
- Papilio telemachus – Morpho telemachus
- Papilio achilles – Morpho achilles
- Papilio podalirius – Iphiclides podalirius – Koningspage

p. 464
- Papilio teucer – Caligo teucer
- Papilio idomeneus – Caligo idomeneus
- Papilio demoleus – Limoenvlinder
- Papilio demophon – Archaeoprepona demophon
- Papilio eurypylus – Graphium eurypylus
- Papilio nireus

p. 465
- Papilio stelenes – Siproeta stelenes – Malachietvlinder
- Papilio philoctetes – Antirrhea philoctetes

ondergeslacht Heliconius
- Papilio apollo – Parnassius apollo – Apollovlinder
- Papilio mnemosyne – Parnassius mnemosyne – Zwarte apollovlinder
- Papilio piera – Haetera piera
- Papilio aglaja – [rejected]

p. 466
- Papilio terpsicore – nomen dubium
- Papilio calliope – Stalachtis calliope
- Papilio polymnia – Mechanitis polymnia
- Papilio urania – Taenaris urania
- Papilio euterpe – Stalachtis euterpe
- Papilio ricini – Heliconius ricini
- Papilio psidii – Thyridia psidii

p. 467
- Papilio clio – Eresia clio
- Papilio thalia – Actinote thalia
- Papilio erato – Heliconius erato
- Papilio melpomene – Heliconius melpomene

ondergeslacht Danaus
- Papilio anacardii – Protogoniomorpha anacardii
- Papilio crataegi – Aporia crataegi – Groot geaderd witje
- Papilio brassicae – Pieris brassicae – Groot koolwitje

p. 468
- Papilio rapae – Pieris rapae – Klein koolwitje
- Papilio napi – Pieris napi – Klein geaderd witje
- Papilio sinapis – Leptidea sinapis – Boswitje
- Papilio daplidice – Pontia daplidice – Resedawitje
- Papilio cardamines – Anthocharis cardamines – Oranjetipje

p. 469
- Papilio euippe – Colotis euippe
- Papilio glaucippe – Hebomoia glaucippe
- Papilio pyranthe – Catopsilia pyranthe
- Papilio arsalte – Heliopetes arsalte
- Papilio hyparete – Delias hyparete
- Papilio damone – nomen dubium
- Papilio trite – Rhabdodryas trite
- Papilio hyale – Colias hyale – Gele luzernevlinder

p. 470
- Papilio sennae – Phoebis sennae
- Papilio rhamni – Gonepteryx rhamni – Citroenvlinder
- Papilio hecabe – Eurema hecabe
- Papilio midamus – Euploea midamus
- Papilio niavius – Amauris niavius
- Papilio enceladus – nomen dubium
- Papilio obrinus – Nessaea obrinus

p. 471
- Papilio perius – Athyma perius
- Papilio plexippus – Danaus plexippus – Monarchvlinder
- Papilio chrysippus – Danaus chrysippus – Kleine monarchvlinder
- Papilio cassiae – Opsiphanes cassiae
- Papilio sophorae – Brassolis sophorae
- Papilio mineus – Mycalesis mineus
- Papilio hyperantus – Aphantopus hyperantus – Koevinkje

p. 472
- Papilio pamphilus – Coenonympha pamphilus – Hooibeestje
- Papilio xanthus – Catoblepia xanthus

ondergeslacht Nymphalis
- Papilio io – Inachis io – Dagpauwoog
- Papilio almana – Junonia almana
- Papilio asterie = Junonia almana
- Papilio aonis = Junonia lemonias

p. 473
- Papilio oenone – Junonia oenone
- Papilio lemonias – Junonia lemonias
- Papilio orithya – Junonia orithya
- Papilio feronia – Hamadryas feronia
- Papilio maera – Lasiommata maera – Rotsvlinder
- Papilio ligea – Erebia ligea – Boserebia
- Papilio aegeria – Pararge aegeria – Bont zandoogje

p. 474
- Papilio galathea – Melanargia galathea – Dambordje
- Papilio cyrene – Protogoniomorpha anacardii
- Papilio semele – Hipparchia semele – Heivlinder
- Papilio leda – Melanitis leda

p. 475
- Papilio helie – nomen dubium
- Papilio jurtina – Maniola jurtina – Bruin zandoogje
- Papilio aeropa – Lexias aeropa
- Papilio janira – ondersoort van Maniola jurtina
- Papilio cardui – Vanessa cardui – Distelvlinder

p. 476
- Papilio pipleis – Hypolimnas pandarus
- Papilio lampetia – Cupha lampetia
- Papilio iris – Apatura iris – Grote weerschijnvlinder
- Papilio populi – Limenitis populi – Grote ijsvogelvlinder
- Papilio antiopa – Nymphalis antiopa – Rouwmantel

p. 477
- Papilio polychloros – Nymphalis polychloros – Grote vos
- Papilio urticae – Aglais urticae – Kleine vos
- Papilio c-album – Polygonia c-album – Gehakkelde aurelia
- Papilio c-aureum – Polygonia c-aureum
- Papilio dirce – Colobura dirce

p. 478
- Papilio amathea – Anartia amathea
- Papilio atalanta – Vanessa atalanta – Atalanta
- Papilio venilia – Pantoporia venilia
- Papilio alimena – Hypolimnas alimena
- Papilio leucothoe = Athyma perius
- Papilio phaetusa – Dryadula phaetusa

p. 479
- Papilio bolina – Hypolimnas bolina
- Papilio clytia – Chilasa clytia
- Papilio neaerea – Pyrrhogyra neaerea
- Papilio acesta – Tigridia acesta
- Papilio similis – Ideopsis similis
- Papilio assimilis – Hestina assimilis
- Papilio dissimilis = Chilasa clytia
- Papilio panope = Chilasa clytia

p. 480
- Papilio rumina – Zerynthia rumina – Spaanse pijpbloemvlinder
- Papilio levana – Araschnia levana – Landkaartje
- Papilio prorsa – zomervorm van Araschnia levana
- Papilio lucina – Hamearis lucina – Sleutelbloemvlinder
- Papilio maturna – Hypodryas maturna
- Papilio cinxia – Melitaea cinxia – Veldparelmoervlinder

p. 481
- Papilio paphia – Argynnis paphia – Keizersmantel
- Papilio cytherea – Adelpha cytherea
- Papilio aglaja – Argynnis aglaja – Grote parelmoervlinder
- Papilio lathonia – Issoria lathonia – Kleine parelmoervlinder
- Papilio euphrosyne – Boloria euphrosyne – Zilvervlek
- Papilio niobe – Argynnis niobe – Duinparelmoervlinder

p. 482
- Papilio vanillae – Agraulis vanillae

ondergeslacht Plebejus
- Papilio cupido – Helicopis cupido
- Papilio betulae – Thecla betulae – Sleedoornpage
- Papilio pruni – Satyrium pruni – Pruimenpage
- Papilio quercus – Quercusia quercus – Eikenpage
- Papilio marsyas – Pseudolycaena marsyas

p. 483
- Papilio thamyras – Arhopala thamyras
- Papilio arion – Maculinea arion – Tijmblauwtje
- Papilio argus – Plebejus argus – Heideblauwtje
- Papilio argiolus – Celastrina argiolus – Boomblauwtje
- Papilio rubi – Callophrys rubi – Groentje
- Papilio philocles – Mesosemia philocles
- Papilio timantes – nomen dubium

p. 484
- Papilio athemon – Dynamine athemon
- Papilio caricae – Nymphidium caricae
- Papilio phereclus – Panara phereclus
- Papilio lysippus – Riodina lysippus
- Papilio virgaureae – Lycaena virgaureae – Morgenrood
- Papilio comma – Hesperia comma – Kommavlinder
- Papilio proteus – Urbanus proteus

p. 485
- Papilio phidias – Pyrrhopyge phidias
- Papilio bixae – Pyrrhopyge phidias
- Papilio polycletus – Hypochrysops polycletus
- Papilio malvae – Pyrgus malvae – Aardbeivlinder
- Papilio tages – Erynnis tages – Bruin dikkopje

ondergeslacht Barbarus
- Papilio bates – Colobura dirce
- Papilio tiphus – Pyrrhogyra neaerea
- Papilio jason – nomen dubium

p. 486
- Papilio iphiclus – Adelpha iphiclus
- Papilio hylas – Neptis hylas
- Papilio idmon – nomen dubium
- Papilio ancaeus – Nessaea obrinus
- Papilio eleus – Adelpha cytherea
- Papilio amphion – Phaedyma amphion
- Papilio telamon – Cyrestis telamon

p. 487
- Papilio eribotes – nomen dubium
- Papilio eurytus – Pseudacraea eurytus
- Papilio ceneus – Delias ceneus
- Papilio mopsus – Mechanitis polymnia
- Papilio cepheus – Acraea cepheus
- Papilio zetes – Acraea zetes
- Papilio priassus – Entheus priassus
- Papilio acastus – nomen dubium

p. 488
- Papilio neleus – Hyalothyrus neleus
- Papilio encedon – Actinote encedon
- Papilio pinthous – Moschoneura pinthous
- Papilio nauplius – Eresia nauplius
- Papilio ixilion – nomen dubium
- Papilio idas – [suppressed]

p. 489

### Sphinx
- Sphinx[16]
- Sphinx ocellata – Smerinthus ocellata
- Sphinx populi – Laothoe populi
- Sphinx tiliae – Mimas tiliae
- Sphinx ocypete – Enyo ocypete

p. 490
- Sphinx nerii – Daphnis nerii
- Sphinx convolvuli – Agrius convolvuli
- Sphinx ligustri – Sphinx ligustri
- Sphinx atropos – Acherontia atropos

p. 491
- Sphinx caricae – Tatoglossum caricae
- Sphinx celerio – Hippotion celerio
- Sphinx ello – Erinnyis ello
- Sphinx labruscae – Argeus labruscae
- Sphinx ficus – Pachylia ficus
- Sphinx vitis – Eumorpha vitis
- Sphinx elpenor – Deilephila elpenor

p. 492
- Sphinx porcellus – Deilephila porcellus
- Sphinx euphorbiae – Hyles euphorbiae
- Sphinx alecto – Theretra alecto
- Sphinx megaera – Argeus megaera
- Sphinx pinastri – Sphinx pinastri
- Sphinx tisiphone = Hippotion celerio[16]
- Sphinx thyelia – Xylophanes thyelia

p. 493
- Sphinx tantalus – Aellopos tantalus
- Sphinx tityus – Hemaris tityus
- Sphinx ixion = Aellopos tantalus[17]
- Sphinx stellatarum – Macroglossum stellatarum
- Sphinx bombyliformis = Hemaris tityus[16]
- Sphinx fuciformis – Hemaris fuciformis
- Sphinx culiciformis – Synanthedon culiciformis
- Sphinx salmachus = Synanthedon tipuliformis Clerck, 1759
- Sphinx belis – Macroglossum belis

p. 494
- Sphinx filipendulae – Zygaena filipendulae
- Sphinx phegea – Syntomis phegea
- Sphinx creusa – Euchromia creusa
- Sphinx polymena – Euchromia polymena
- Sphinx cassandra – Saurita cassandra

p. 495
- Sphinx pectinicornis – Chalcosia pectinicornis
- Sphinx statices – Adscita statices

### Phalaena
- Phalaena, nomen rejiciendum[18]

ondergeslacht Bombyx
- Phalaena atlas – Attacus atlas – Atlasvlinder
- Phalaena hesperus – Rothschildia hesperus

p. 496
- Phalaena cecropia – Hyalophora cecropia
- Phalaena paphia – Antheraea paphia
- Phalaena luna – Actias luna
- Phalaena pavonia – Saturnia pavonia

p. 497
- Phalaena tau – Aglia tau
- Phalaena quercifolia
- Phalaena ilicifolia – Phyllodesma ilicifolia

p. 498
- Phalaena pruni – Odonestis pruni
- Phalaena potatoria – Euthrix potatoria
- Phalaena pini – Dendrolimus pini
- Phalaena quercus – Lasiocampa quercus
- Phalaena rubi – Macrothylacia rubi

p. 499
- Phalaena lanestris – Eriogaster lanestris
- Phalaena vinula – Cerura vinula
- Phalaena versicolora – Endromis versicolora
- Phalaena mori – Bombyx mori[20]

p. 500
- Phalaena neustria – Malacosoma neustria
- Phalaena castrensis – Malacosoma castrense
- Phalaena processionea – Thaumatopoea processionea
- Phalaena caja – Arctia caja

p. 501
- Phalaena virgo – Apantesis virgo
- Phalaena villica – Arctia villica
- Phalaena plantaginis – Parasemia plantaginis
- Phalaena monacha – Lymantria monacha
- Phalaena dispar – Lymantria dispar

p. 502
- Phalaena chrysorrhoea – Euproctis chrysorrhoea
- Phalaena salicis – Leucoma salicis
- Phalaena crataegi – Trichiura crataegi
- Phalaena striata – Spiris striata
- Phalaena populi – Poecilocampa populi

p. 503
- Phalaena coryli – Colocasia coryli
- Phalaena curtula – Clostera curtula
- Phalaena pudibunda – Calliteara pudibunda
- Phalaena fascelina – Dicallomera fascelina
- Phalaena antiqua – Orgyia antiqua

p. 504
- Phalaena caeruleocephala – Diloba caeruleocephala
- Phalaena ziczac – Notodonta ziczac
- Phalaena cossus – Cossus cossus

p. 505
- Phalaena fenestra – Hyalurga fenestra
- Phalaena perspicua – Pitthea perspicua
- Phalaena odorata – Ascalapha odorata
- Phalaena militaris – Dysphaena militaris
- Phalaena purpurata – Rhyparia purpurata
- Phalaena aulica – Hyphoraia aulica
- Phalaena lubricipeda – Spilosoma lubricipedum

p. 506
- Phalaena sannio – Diacrisia sannio
- Phalaena anastomosis – Clostera anastomosis
- Phalaena graminis – Cerapteryx graminis
- Phalaena lusoria – Lygephila lusoria

p. 507
- Phalaena cribraria – Coscinia cribraria
- Phalaena celsia – Staurophora celsia
- Phalaena libatrix – Scoliopteryx libatrix
- Phalaena capucina – Ptilodon capucinus
- Phalaena camelina – Ptilodon camelinus
- Phalaena oo – Dicycla oo
- Phalaena helvola – Agrochola helvola

p. 508
ondergeslacht Noctua
- Phalaena strix – Xyleutes strix
- Phalaena fagi – Stauropus fagi
- Phalaena bucephala – Phalera bucephala
- Phalaena humuli – Hepialus humuli
- Phalaena lupulina – Hepialus lupulinus
- Phalaena lunus – Nothus lunus

p. 509
- Phalaena crepuscularis – Erebus crepuscularis
- Phalaena occidua – Erebus occiduus
- Phalaena punctigera – Cacyparis punctigera
- Phalaena dominula – Callimorpha dominula
- Phalaena matronula – Pericallia matronula
- Phalaena fuliginosa – Phragmatobia fuliginosa
- Phalaena fulvia – Chionaema fulvium
- Phalaena batis – Thyatira batis

p. 510
- Phalaena trapezina – Cosmia trapezina
- Phalaena lucernea – Standfussiana lucernea
- Phalaena pellex – Utetheisa pellex
- Phalaena glyphica – Euclidia glyphica
- Phalaena pallens – Mythimna pallens
- Phalaena russula – Diacrisia russula
- Phalaena leporina – Acronicta leporina

p. 511
- Phalaena ornatrix – Utetheisa ornatrix
- Phalaena jacobaeae – Tyria jacobaeae
- Phalaena heliconia – Asota heliconia
- Phalaena rubricollis – Atolmis rubricollis
- Phalaena quadra – Lithosia quadra

p. 512
- Phalaena complana – Eilema complanum
- Phalaena pacta – Catocala pacta
- Phalaena pronuba – Noctua pronuba
- Phalaena maura – Mormo maura
- Phalaena fraxini – Catocala fraxini

p. 513
- Phalaena chrysitis – Diachrysia chrysitis
- Phalaena gamma – Autographa gamma
- Phalaena interrogationis – Syngrapha interrogationis
- Phalaena jota – Autographa jota
- Phalaena festucae – Plusia festucae
- Phalaena meticulosa – Phlogophora meticulosa

p. 514
- Phalaena psi – Acronicta psi
- Phalaena chi – Antitype chi
- Phalaena aceris – Acronicta aceris
- Phalaena aprilina – Dichonia aprilina
- Phalaena ludifica – Trichosea ludifica
- Phalaena occulta – Eurois occultus

p. 515
- Phalaena conspicillaris – Egira conspicillaris
- Phalaena umbratica – Cucullia umbratica
- Phalaena exsoleta – Xylena exsoleta
- Phalaena verbasci – Cucullia verbasci
- Phalaena exclamationis – Agrotis exclamationis

p. 516
- Phalaena gothica – Orthosia gothica
- Phalaena scabriuscula – Dipterygia scabriuscula
- Phalaena strigilis – Oligia strigilis
- Phalaena c-nigrum – Xestia c-nigrum
- Phalaena brassicae – Mamestra brassicae
- Phalaena rumicis – Acronicta rumicis
- Phalaena oxyacanthae – Allophyes oxyacanthae

p. 517
- Phalaena oleracea – Lacanobia oleracea
- Phalaena pisi – Melanchra pisi
- Phalaena atriplicis – Trachea atriplicis
- Phalaena praecox – Actebia praecox
- Phalaena triplasia – Abrostola triplasia

p. 518
- Phalaena pyramidea – Amphipyra pyramidea
- Phalaena flavicornis – Achlya flavicornis
- Phalaena leucomelas – Aedia leucomelas
- Phalaena typica – Naenia typica
- Phalaena lucipara – Euplexia lucipara
- Phalaena delphinii – Periphanes delphinii
- Phalaena citrago – Xanthia citrago

p. 519
- Phalaena secalis – Mesapamea secalis

ondergeslacht Geometra
- Phalaena lactearia – Jodis lactearia
- Phalaena falcataria – Drepana falcataria
- Phalaena sambucaria – Ourapteryx sambucaria
- Phalaena lacertinaria – Falcaria lacertinaria
- Phalaena alniaria – Ennomos alniaria

p. 520
- Phalaena syringaria – Apeira syringaria
- Phalaena prunaria – Angerona prunaria
- Phalaena piniaria – Bupalus piniaria
- Phalaena tiliaria
- Phalaena vulpinaria = Diacrisia sannio[22]
- Phalaena elinguaria – Crocallis elinguaria

p. 521
- Phalaena melanaria – Arichanna melanaria
- Phalaena macularia – Pseudopanthera macularia
- Phalaena atomaria – Ematurga atomaria
- Phalaena pulveraria – Plagodis pulveraria
- Phalaena fasciaria – Hylaea fasciaria
- Phalaena betularia – Biston betularia
- Phalaena scopularia – Calliteara scopularia

p. 522
- Phalaena wauaria – Macaria wauaria
- Phalaena tentacularia – Polypogon tentacularius
- Phalaena purpuraria – Lythria purpuraria
- Phalaena prosapiaria
- Phalaena punctaria – Cyclophora punctaria
- Phalaena pusaria – Cabera pusaria
- Phalaena papilionaria – Geometra papilionaria

p. 523
- Phalaena tripunctaria – Nyctemera tripunctaria
- Phalaena tricinctaria
- Phalaena jatropharia
- Phalaena viridata – Chlorissa viridata
- Phalaena putata – Jodis putata
- Phalaena notata – Macaria notata

p. 524
- Phalaena amata
- Phalaena repandata – Alcis repandata
- Phalaena dubitata – Triphosa dubitata
- Phalaena emarginata – Idaea emarginata
- Phalaena atrata – Odezia atrata
- Phalaena clathrata – Chiasmia clathrata
- Phalaena undulata – Hydria undulata

p. 525
- Phalaena flaveolata
- Phalaena aestuata
- Phalaena grossulariata – Abraxas grossulariata
- Phalaena luteolata – Opisthograptis luteolata
- Phalaena populata – Eulithis populata
- Phalaena bilineata – Camptogramma bilineata
- Phalaena chenopodiata – Scotopteryx chenopodiata

p. 526
- Phalaena comitata – Pelurga comitata
- Phalaena dotata
- Phalaena plagiata – Aplocera plagiata
- Phalaena miata – Chloroclysta miata
- Phalaena prunata – Eulithis prunata
- Phalaena aversata – Idaea aversata
- Phalaena tristata – Epirrhoe tristata
- Phalaena alchemillata – Perizoma alchemillata

p. 527
- Phalaena hastata – Rheumaptera hastata
- Phalaena albicillata – Mesoleuca albicillata
- Phalaena marginata – Lomaspilis marginata
- Phalaena ocellata – Cosmorhoe ocellata
- Phalaena janata – Achaea janata
- Phalaena fluctuata – Xanthorhoe fluctuata
- Phalaena juniperata – Thera juniperata

p. 528
- Phalaena incanata – Scopula incanata
- Phalaena immutata – Scopula immutata
- Phalaena immorata – Scopula immorata
- Phalaena remutata
- Phalaena succenturiata – Eupithecia succenturiata
- Phalaena strigilata – Pechipogo strigilata
- Phalaena didymata – Mesotype didymata
- Phalaena rectangulata – Pasiphila rectangulata

p. 529
- Phalaena hortulata – Eurrhypara hortulata
- Phalaena nymphaeata – Nymphula nymphaeata
- Phalaena potamogata – Nymphula potamogata
- Phalaena stratiotata – Parapoynx stratiotata
- Phalaena lemnata – Cataclysta lemnata
- Phalaena cingulata – Pyrausta cingulata
- Phalaena brumata – Operophtera brumata

p. 530
ondergeslacht Tortrix
- Phalaena prasinana – Pseudoips prasinanus
- Phalaena viridana – Tortrix viridana
- Phalaena literana – Acleris literana
- Phalaena hamana – Agapeta hamana
- Phalaena fuscana = Pseudosciaphila branderiana
- Phalaena oporana – Archips oporana
- Phalaena rosana – Archips rosana

p. 531
- Phalaena xylosteana – Archips xylosteana
- Phalaena avellana – Archips avellana
- Phalaena ameriana – Archips ameriana
- Phalaena piceana – Archips piceana
- Phalaena ministrana – Eulia ministrana
- Phalaena lecheana – Ptycholoma lecheana
- Phalaena branderiana – Pseudosciaphila branderiana
- Phalaena forsskåleana – Croesia forsskaleana
- Phalaena loeflingiana – Aleimma loeflingiana
- Phalaena bergmanniana – Croesia bergmanniana

p. 532
- Phalaena holmiana – Croesia holmiana
- Phalaena rolandriana – Clepsis rolandriana
- Phalaena solandriana – Epinotia solandriana
- Phalaena hastiana – Acleris hastiana
- Phalaena wahlbomiana – Pseudosciaphila wahlbomiana
- Phalaena lediana – Olethreutes lediana
- Phalaena heracliana – Agonopterix heracliana

p. 533
ondergeslacht Pyralis
- Phalaena farinalis – Pyralis farinalis
- Phalaena glaucinalis – Orthopygia glaucinalis
- Phalaena proboscidalis – Hypena proboscidalis
- Phalaena rostralis – Hypena rostralis
- Phalaena forficalis – Evergestis forficalis
- Phalaena verticalis – Sitochroa verticalis
- Phalaena pinguinalis – Aglossa pinguinalis

p. 534
- Phalaena purpuralis – Pyrausta purpuralis

ondergeslacht Tinea
- Phalaena sociella – Aphomia sociella
- Phalaena colonella – Aphomia colonella
- Phalaena pusiella – Ethmia pusiella
- Phalaena bella – Utetheisa bella
- Phalaena pulchella – Utetheisa pulchella
- Phalaena evonymella – Yponomeuta evonymella

p. 535
- Phalaena padella – Yponomeuta padella
- Phalaena irrorella – Setina irrorella
- Phalaena lutarella – Eilema lutarella
- Phalaena mesomella – Cybosia mesomella
- Phalaena pascuella – Crambus pascuella
- Phalaena pratella – Crambus pratella
- Phalaena culmella – Chrysoteuchia culmella

p. 536
- Phalaena nemorella – Ypsolopha nemorella
- Phalaena foenella – Epiblema foenella
- Phalaena unguicella – Ancylis unguicella
- Phalaena salicella – Hedya salicella
- Phalaena cynosbatella – Epiblema cynosbatella
- Phalaena vestianella – Coleophora vestianella
- Phalaena tapetzella – Trichophaga tapetzella
- Phalaena pellionella – Tinea pellionella
- Phalaena sarcitrella – Endrosis sarcitrella

p. 537
- Phalaena minutella – Borkhausenia minutella
- Phalaena mellonella – Galleria mellonella
- Phalaena cucullatella – Nola cucullatella
- Phalaena granella – Nemapogon granella
- Phalaena lappella – Metzneria lappella
- Phalaena proletella – Aleyrodes proletella

p. 538
- Phalaena arbutella – Olethreutes arbutella
- Phalaena tessella – Pseudotelphusa tessella
- Phalaena vittella – Ypsolopha vittella
- Phalaena xylostella – Plutella xylostella
- Phalaena trigonella – Epinotia trigonella
- Phalaena rhomboidella – Hypatima rhomboidella
- Phalaena tertianella – [nomen dubium]
- Phalaena mercurella – Eudonia mercurella
- Phalaena pomonella – Cydia pomonella

p. 539
- Phalaena strobilella – Cydia strobilella
- Phalaena pinella – Catoptria pinella
- Phalaena turionella – Blastesthia turionella
- Phalaena dodecella – Exoteleia dodecella
- Phalaena resinella – Petrova resinella
- Phalaena fuscella – Niditinea fuscella
- Phalaena corticella – Lampronia corticella
- Phalaena stipella – Schiffermuelleria stipella
- Phalaena gemmella – Stenolechia gemmella

p. 540
- Phalaena bractella – Oecophora bractella
- Phalaena ramella – Epinotia ramella
- Phalaena porrectella – Plutella porrectella
- Phalaena petiverella – Dichrorampha petiverella
- Phalaena swammerdamella – Nematopogon swammerdamella
- Phalaena reaumurella – Adela reaumurella
- Phalaena degeerella – Nemophora degeerella
- Phalaena mouffetella – Athrips mouffetella
- Phalaena listerella – Solenobia listerella

p. 541
- Phalaena frischella – Coleophora frischella
- Phalaena albinella – Dichrorampha albinella
- Phalaena goedartella – Argyresthia goedartella
- Phalaena merianella = Eulamprotes wilkella
- Phalaena wilkella – Eulamprotes wilkella
- Phalaena lyonnetella – [nomen dubium]
- Phalaena bonnetella – Argyresthia bonnetella
- Phalaena schaefferella – Schiffermuelleria schaefferella
- Phalaena roesella – Heliodines roesella

p. 542
- Phalaena rajella – Phyllonorycter rajella
- Phalaena clerkella – Lyonetia clerkella

ondergeslacht Alucita
- Phalaena monodactyla – Emmelina monodactyla
- Phalaena didactyla – Geina didactyla
- Phalaena tridactyla – Pterophorus tridactyla
- Phalaena tetradactyla – Pterophorus tetradactyla
- Phalaena pentadactyla – Pterophorus pentadactyla
- Phalaena hexadactyla – Alucita hexadactyla

Appendix p. 822
ondergeslacht Bombyx
- Phalaena catax – Eriogaster catax
- Phalaena grammica – Spiris grammica
- Phalaena rufina – Agrochola rufina

ondergeslacht Noctua
- Phalaena hecta

Appendix p. 823
ondergeslacht Geometra
- Phalaena teutonaria

ondergeslacht Tortrix
- Phalaena rurinana – Clepsis rurinana
- Phalaena uddmanniana – Epiblema uddmanniana

## Neuroptera
p. 543
- Libellula – Korenbouten[27]
- Libellula quadrimaculata – Viervlek
- Libellula flaveola – Sympetrum flaveolum – Geelvlekheidelibel
- Libellula vulgata – Sympetrum vulgatum – Steenrode heidelibel
- Libellula rubicunda – Leucorrhinia rubicunda – Noordse witsnuitlibel

p. 544
- Libellula depressa – Platbuik
- Libellula vulgatissima – Gomphus vulgatissimus – Beekrombout
- Libellula cancellata – Orthetrum cancellatum – Gewone oeverlibel
- Libellula aenea – Cordulia aenea – Smaragdlibel
- Libellula grandis – Aeshna grandis – Bruine glazenmaker
- Libellula juncea – Aeshna juncea – Venglazenmaker

p. 545
- Libellula forcipata – Onychogomphus forcipatus – Kleine tanglibel
- Libellula fasciata – Zenithoptera fasciata
- Libellula americana = Zenithoptera fasciata
- Libellula umbrata – Erythrodiplax umbrata
- Libellula dimidiata – Diastatops dimidiata
- Libellula chinensis – Neurobasis chinensis
- Libellula virgo – Calopteryx virgo – Bosbeekjuffer

p. 546
- Libellula puella – Coenagrion puella – Azuurwaterjuffer

- Ephemera
- Ephemera vulgata – Gewone haft

p. 547
- Ephemera bioculata – nomen rejiciendum[28]
- Ephemera culiciformis – nomen dubium[29]
- Ephemera horaria – Caenis horaria
- Ephemera mutica – Alainites muticus
- Ephemera vespertina – Leptophlebia vespertina

- Phryganea[30]
- Phryganea phalaenoides – Semblis phalaenoides
- Phryganea striata – Oligotricha striata
- Phryganea grisea – Limnephilus griseus

p. 548
- Phryganea grandis
- Phryganea rhombica – Limnephilus rhombicus
- Phryganea bimaculata – Neureclipsis bimaculata
- Phryganea flavilatera = Sialis lutaria – Elzenvlieg[31]
- Phryganea bicaudata – Diura bicaudata
- Phryganea nigra – Mystacides niger
- Phryganea longicornis – Mystacides longicornis
- Phryganea filosa – Oecetis ochracea
- Phryganea waeneri – Tinodes waeneri

p. 549
- Phryganea albifrons – Athripsodes albifrons
- Phryganea bilineata – Athripsodes bilineatus
- Phryganea nebulosa – Taeniopteryx nebulosa – Februarirood
- Phryganea fusca – Leuctra fusca
- Phryganea flava – Limnephilus centralis

- Hemerobius
- Hemerobius perla – Chrysopa perla – Gewone gaasvlieg
- Hemerobius chrysops = Chrysopa perla – Gewone gaasvlieg[32]

p. 550
- Hemerobius phalaenoides – Drepanopteryx phalaenoides
- Hemerobius formicaleo = Myrmeleon formicarius Linnaeus, 1767 – Mierenleeuw[33]
- Hemerobius formicalynx = Myrmeleon formicarius Linnaeus, 1767 – Mierenleeuw[33]
- Hemerobius testaceus – Coptotermes testaceus
- Hemerobius marginalis – Rhinotermes marginalis
- Hemerobius humulinus
- Hemerobius sexpunctatus – Trichadenotecnum sexpunctatum
- Hemerobius flavicans = Lachesilla pedicularia[34]
- Hemerobius lutarius – Sialis lutaria – Elzenvlieg

p. 551
- Hemerobius speciosus – Palpares speciosus
- Hemerobius albus = Chrysopidia ciliata (Wesmael, 1841) – Franjegaasvlieg[35]
- Hemerobius cornutus – Corydalus cornutus
- Hemerobius pedicularius – Lachesilla pedicularia[36]

- Panorpa
- Panorpa communis – Gewone schorpioenvlieg
- Panorpa germanica – Duitse schorpioenvlieg

p. 552
- Panorpa coa – Nemoptera coa – Griekse wimpelstaart

- Raphidia
- Raphidia ophiopsis

## Hymenoptera
p. 553
- Cynips
- Cynips rosae – Diplolepis rosae – Rozenmosgalwesp
- Cynips hieracii – Aulacidea hieracii – Havikskruidgalwesp
- Cynips glechomae – Liposthenes glechomae – Hondsdrafbesjesgalwesp
- Cynips quercusbaccarum – Neuroterus quercusbaccarum – Gewone lensgalwesp
- Cynips quercusfolii – Eikengalwesp

p. 554
- Cynips quercuspetioli – Andricus quercuspetioli
- Cynips quercuspedunculi = Neuroterus quercusbaccarum – Gewone lensgalwesp[37]
- Cynips quercusgemmae = Andricus fecundatrix (Hartig, 1840) – Ananasgalwesp[37]
- Cynips fagi – nomen dubium
- Cynips viminalis – Pontania viminalis – Katwilgbladwesp
- Cynips salicisstrobili – Pseudencyrtus salicisstrobili
- Cynips amerinae – Euura amerinae – Bolle wilgtakbladwesp
- Cynips psenes – Blastophaga psenes – Gewone vijgenwesp
- Cynips sycomori – Sycophaga sycomori

p. 555
- Tenthredo
- Tenthredo femorata – Cimbex femoratus – Berkenknopwesp
- Tenthredo lutea – Cimbex luteus – Gele knotssprietbladwesp
- Tenthredo amerinae – Pseudoclavellaria amerinae
- Tenthredo lucorum – Trichiosoma lucorum
- Tenthredo fasciata – Abia fasciata – Kamperfoeliebladwesp
- Tenthredo americana – Incalia americana

p. 556
- Tenthredo nitens – Abia nitens
- Tenthredo pini – Diprion pini – Gewone dennenbladwesp
- Tenthredo juniperi – Monoctenus juniperi
- Tenthredo ustulata – Arge ustulata
- Tenthredo rustica – Arge rustica
- Tenthredo scrophulariae – Allantus scrophulariae – Helmkruidbladwesp
- Tenthredo pratensis – Dolerus pratensis

p. 557
- Tenthredo cerasi – Caliroa cerasi – Kersenbladwesp
- Tenthredo salicis – Nematus salicis – Wilgenbladwesp
- Tenthredo mesomela
- Tenthredo rufipes – Macrophya rufipes
- Tenthredo campestris
- Tenthredo atra
- Tenthredo viridis – Rhogogaster viridis
- Tenthredo rosae – Athalia rosae – Knollenbladwesp
- Tenthredo cincta – Allantus cinctus – Aardbeibladwesp
- Tenthredo livida
- Tenthredo septentrionalis – Craesus septentrionalis – Elzenbladwesp

p. 558
- Tenthredo 12-punctata – Macrophya duodecimpunctata
- Tenthredo erythrocephala – Acantholyda erythrocephala – Staalblauwe spinselbladwesp
- Tenthredo abietis – Cephalcia abietis
- Tenthredo sylvatica – Pamphilus sylvaticus
- Tenthredo nemoralis – Neurotoma nemoralis
- Tenthredo cynosbati = Janus femoratus (Curtis, 1830)[38]
- Tenthredo reticulata – Caenolyda reticulata

p. 559
- Tenthredo betulae – Pamphilus betulae
- Tenthredo saltuum – Neurotoma saltuum – Perespinselbladwesp
- Tenthredo intercus – nomen dubium, een vlieg (Diptera)?
- Tenthredo rumicis = Polynematus annulatus (Gimmerthal, 1834)[39]
- Tenthredo ulmi – Cladius ulmi
- Tenthredo alni = Craesus septentrionalis – Elzenbladwesp
- Tenthredo pruni – Pareophora pruni
- Tenthredo lonicerae – Abia lonicerae
- Tenthredo capreae = Nematus salicis – Wilgenbladwesp

p. 560
- Ichneumon
- Ichneumon gigas – Urocerus gigas – Reuzenhoutwesp (Siricidae)
- Ichneumon spectrum – Xeris spectrum – Zwarte dennenhoutwesp (Siricidae)
- Ichneumon juvencus – Sirex juvencus (Siricidae)
- Ichneumon camelus – Xiphydria camelus – Wilgenhoutwesp (Xiphydriidae)

p. 561
- Ichneumon sugillatorius – Coelichneumon sugillatorius
- Ichneumon raptorius – Diphyus raptorius
- Ichneumon sarcitorius
- Ichneumon extensorius
- Ichneumon culpatorius – Probolus culpatorius
- Ichneumon constrictorius – nomen dubium
- Ichneumon saturatorius – Vulgichneumon saturatorius
- Ichneumon crispatorius – Eutanyacra crispatoria
- Ichneumon pisorius – Protichneumon pisorius

p. 562
- Ichneumon luctatorius – Diphyus luctatorius
- Ichneumon volutatorius – Banchus volutatorius
- Ichneumon vaginatorius = Ichneumon sarcitorius[40]
- Ichneumon persuasorius – Rhyssa persuasoria – Houtsluipwesp
- Ichneumon designatorius – Melanichneumon designatorius
- Ichneumon edictorius – Ctenichneumon edictorius
- Ichneumon deliratorius – Coelichneumon deliratorius
- Ichneumon fossorius – Limerodops fossorius

p. 563
- Ichneumon ariolator – Lymeon ariolator
- Ichneumon comitator – Coelichneumon comitator
- Ichneumon peregrinator – Barichneumon peregrinator
- Ichneumon incubitor – Gambrus incubitor
- Ichneumon reluctator – Echthrus reluctator
- Ichneumon denigrator – Atanycolus denigrator (Braconidae)
- Ichneumon desertor – Cremnops desertor (Braconidae)
- Ichneumon coruscator – Cratichneumon coruscator
- Ichneumon manifestator – Ephialtes manifestator

p. 564
- Ichneumon compunctor – Apechthis compunctor
- Ichneumon delusor – Syntactus delusor
- Ichneumon venator = Banchus volutatorius[40]
- Ichneumon extensor – Eubadizon extensor (Braconidae)
- Ichneumon exarator – Spathius exarator (Braconidae)
- Ichneumon turionellae – Pimpla turionellae
- Ichneumon strobilellae – Dolichomitus strobilellae
- Ichneumon moderator – Venturia moderator

p. 565
- Ichneumon resinellae – Macrocentrus resinellae (Braconidae)
- Ichneumon praerogator – Diadegma praerogator
- Ichneumon mandator – Agrothereutes mandator
- Ichneumon titillator – Meringopus titillator
- Ichneumon enervator – nomen dubium
- Ichneumon gravidator – nomen dubium (Proctotrupidae)
- Ichneumon inculcator – Itamoplex inculcator
- Ichneumon pugillator – Dusona pugillator
- Ichneumon ruspator – Helcon ruspator (Braconidae)
- Ichneumon jaculator – Gasteruption jaculator (Gasteruptiidae)

p. 566
- Ichneumon assectator – Gasteruption assectator (Gasteruptiidae)
- Ichneumon appendigaster – Evania appendigaster (Evaniidae)
- Ichneumon luteus – Ophion luteus
- Ichneumon ramidulus – Enicospilus ramidulus
- Ichneumon glaucopterus – Opheltes glaucopterus
- Ichneumon circumflexus – Therion circumflexum
- Ichneumon cinctus – Gelis cinctus

p. 567
- Ichneumon muscarum – Pachyneuron muscarum
- Ichneumon bedeguaris – Torymus bedeguaris (Torymidae)
- Ichneumon juniperi – Torymus juniperi
- Ichneumon puparum – Pteromalus puparum (Pteromalidae)
- Ichneumon larvarum – Eulophus larvarum
- Ichneumon cyniphidis – Pteromalus cyniphidis
- Ichneumon coccorum – Pachyneuron coccorum
- Ichneumon secalis – Cenocoelius secalis (Braconidae)

p. 568
- Ichneumon subcutaneus – nomen dubium
- Ichneumon aphidum – species inquirenda (Braconidae)
- Ichneumon ovulorum – Polynema ovulorum
- Ichneumon globatus – Microgaster globata (Braconidae)
- Ichneumon glomeratus – Apanteles (Braconidae)
- Ichneumon pectinicornis – Pnigalio pectinicornis (Eulophidae)

p. 569
- Sphex
- Sphex argillacea – Zeta argillaceum
- Sphex sabulosa – Ammophila sabulosa – Grote Rupsendoder
- Sphex asiatica – Sceliphron asiaticum
- Sphex aegyptia = Sceliphron spirifex
- Sphex fervens – Prionyx fervens
- Sphex inda – Prionyx inda
- Sphex clavipes = Chalcis sispes Linnaeus, 1761 – Dikpootwesp

p. 570
- Sphex spirifex – Sceliphron spirifex
- Sphex figulus – Trypoxylon figulus – Pottenbakkerswesp
- Sphex viatica – Podalonia viatica
- Sphex pectinipes – Evagetes pectinipes – Kam-koekoekspinnendoder
- Sphex variegata – Dipogon variegatus – Zuidelijke baardspinnendoder

p. 571
- Sphex indica – Hemipepsis indica
- Sphex tropica – Vespa tropica
- Sphex colon – Dinotiscus colon
- Sphex gibba – Sphecodes gibbus – Pantserbloedbij
- Sphex rufipes – Episyron rufipes – Roodpotige kruisspinnendoder
- Sphex arenaria – Cerceris arenaria – Gewone knoopwesp
- Sphex fossoria – Ectemnius fossorius
- Sphex leucostoma – Crossocerus leucostoma
- Sphex vaga – Mellinus vagus
- Sphex caerulea – Entypus caeruleus
- Sphex ignita – Chrysis ignata – Gewone goudwesp

p. 572
- Sphex aurata – Omalus auratus
- Sphex cyanea – Chrysis cyanea

- Vespa – Hoornaars
- Vespa crabro – Europese hoornaar
- Vespa vulgaris – Vespula vulgaris – Gewone wesp
- Vespa rufa – Vespula rufa – Rode wesp
- Vespa parietum – Ancistrocerus parietum

p. 573
- Vespa muraria – Symmorphus murarius
- Vespa cribraria – Crabro cribrarius – Grote zeefwesp
- Vespa spinipes – Odynerus spinipes – Gewone schoorsteenwesp
- Vespa rupestris = Polistes biglumis – Bergveldwesp[41]
- Vespa coarctata – Eumenes coarctatus
- Vespa arvensis – Mellinus arvensis – Gewone vliegendoder
- Vespa biglumis – Polistes biglumis – Bergveldwesp
- Vespa uniglumis – Oxybelus uniglumis

p. 574
- Vespa cornuta – Synagris cornuta
- Vespa signata – Stictia signata
- Vespa canadensis – Polistes canadensis
- Vespa emarginata – Delta emarginata
- Vespa calida – Synagris calida

- Apis – Honingbijen
- Apis longicornis – Eucera longicornis – Gewone langhoornbij
- Apis tumulorum – Halictus tumulorum – Parkbronsgroefbij
- Apis clavicornis – Monosapyga clavicornis – Gewone knotswesp

p. 575
- Apis centuncularis – Megachile centuncularis – Tuinbladsnijder
- Apis cineraria – Andrena cineraria – Asbij
- Apis surinamensis = Zethus mexicanus (Linnaeus, 1767), nomen novum[42]
- Apis retusa – Anthophora retusa – Zwarte sachembij
- Apis rufa = Osmia bicornis – Rosse metselbij[43][44]
- Apis bicornis – Osmia bicornis – Rosse metselbij
- Apis truncorum – Heriades truncorum – Tronkenbij
- Apis dentata – Exaerete dentata
- Apis cordata – Euglossa cordata
- Apis helvola – Andrena helvola – Valse rozenzandbij

p. 576
- Apis succincta – Colletes succinctus – Heizijdebij
- Apis zonata – Amegilla zonata
- Apis caerulescens – Osmia caerulescens – Blauwe metselbij
- Apis mellifera – Honingbij

p. 577
- Apis subterranea = Colletes cunicularius Linnaeus, 1761 – Grote zijdebij[42]
- Apis variegata – Epeolus variegatus – Gewone viltbij
- Apis rostrata – Bembix rostrata – Harkwesp
- Apis manicata – Anthidium manicatum – Grote wolbij
- Apis 4-dentata – Coelioxys quadridentata – Heidekegelbij
- Apis florisomnis – Chelostoma florisomne – Ranonkelbij

p. 578
- Apis conica = Coelioxys quadridentata – Heidekegelbij[45]
- Apis annulata – Hylaeus annulatus
- Apis ruficornis – Nomada ruficornis – Gewone dubbeltand
- Apis ichneumonea – Sphex ichneumoneus
- Apis cariosa – nomen dubium, mogelijk Hylaeus communis Nylander, 1852 – Gewone maskerbij[46]
- Apis violacea – Xylocopa violacea – Blauwzwarte houtbij
- Apis terrestris – Bombus terrestris – Aardhommel

p. 579
- Apis lapidaria – Bombus lapidarius – Steenhommel
- Apis muscorum – Bombus muscorum – Moshommel
- Apis hypnorum – Bombus hypnorum – Boomhommel
- Apis acervorum – nomen dubium, vaak gesynonymiseerd met Bombus subterraneus, de donkere tuinhommel[47]
- Apis subterranea – Bombus subterraneus – Donkere tuinhommel
- Apis surinamensis – Eufriesea surinamensis
- Apis aestuans – Xylocopa aestuans
- Apis tropica – Vespa tropica
- Apis alpina – Bombus alpinus

- Formica – Grote schubmieren
- Formica herculeana – Camponotus herculeanus

p. 580
- Formica rufa – Behaarde bosmier
- Formica fusca – Grauwzwarte mier
- Formica nigra – Lasius niger – Wegmier
- Formica obsoleta – nomen dubium
- Formica rubra – Myrmica rubra – Gewone steekmier
- Formica pharaonis – Monomorium pharaonis – Faraomier
- Formica salomonis – Monomorium salomonis
- Formica saccharivora – nomen dubium

p. 581
- Formica caespitum – Tetramorium caespitum – Zwarte zaadmier
- Formica omnivora – nomen dubium
- Formica bidens – Dolichoderus bidens
- Formica sexdens – Atta sexdens
- Formica cephalotes – Atta cephalotes
- Formica atrata – Cephalotes atratus

p. 582
- Formica haematoda – Odontomachus haematodus
- Formica foetida – Pachycondyla foetida

- Mutilla
- Mutilla occidentalis – Dasymutilla occidentalis
- Mutilla americana – Traumatomutilla americana

p. 583
- Mutilla indica – Traumatotilla indica
- Mutilla europaea – Grote mierwesp
- Mutilla barbara – Ronisia barbara
- Mutilla maura – Dasylabris maura
- Mutilla acarorum – Gelis acarorum
- Mutilla formicaria – Gelis formicarius

## Diptera
Onder de Diptera bracht Linnaeus simpelweg alle insecten met twee vleugels samen.
p. 584
- Oestrus
- Oestrus bovis – Hypoderma bovis – Runderhorzel
- Oestrus tarandi – Hypoderma tarandi
- Oestrus nasalis – Gasterophilus nasalis
- Oestrus haemorrhoidalis – Gasterophilus haemorrhoidalis

p. 585
- Oestrus ovis – Schapenhorzel

- Tipula
- Tipula pectinicornis – Ctenophora pectinicornis
- Tipula rivosa – Pedicia rivosa
- Tipula crocata – Nephrotoma crocata
- Tipula oleracea – Koollangpootmug
- Tipula hortorum

p. 586
- Tipula variegata – nomen oblitum voor Tipula vernalis Meigen, 1804
- Tipula contaminata – Ptychoptera contaminata
- Tipula lunata
- Tipula pratensis – Nephrotoma pratensis
- Tipula terrestris = Limonia stigma (Meigen, 1818)
- Tipula cornicina – Nephrotoma cornicina
- Tipula nigra – Nigrotipula nigra
- Tipula atrata – Tanyptera atrata
- Tipula maculata – nomen oblitum voor Dictenidia bimaculata (Linnaeus, 1761)
- Tipula annulata – Limonia annulata
- Tipula flavescens – Nephrotoma flavescens

p. 587
- Tipula regelationis – Trichocera regelationis – Dooimug
- Tipula replicata – Phalacrocera replicata
- Tipula plumosa – Chironomus plumosus
- Tipula littoralis – nomen dubium in Chironomus[48]
- Tipula motatrix – nomen oblitum voor Cricotopus sylvestris (Fabricius, 1794)
- Tipula vibratoria – Cricotopus sylvestris
- Tipula tremula – Cricotopus tremulus
- Tipula monilis – Ablabesmyia monilis
- Tipula macrocephala – nomen dubium

p. 588
- Tipula marci – Bibio marci – Maartse vlieg
- Tipula brevicornis = Bibio marci – Maartse vlieg
- Tipula putris – nomen dubium
- Tipula febrilis – Dilophus febrilis – Koortsvlieg
- Tipula florilega – nomen dubium
- Tipula hortulana – Bibio hortulana – Tiprouwvlieg
- Tipula phalaenoides – Psychoda phalaenoides
- Tipula notata – Scatopse notata
- Tipula juniperina – Oligotrophus juniperinus – Rode jeneverbesgalmug
- Tipula palustris – Cecidomyia palustris
- Tipula longicornis – nomen dubium

p. 589
- Tipula pinnicornis – nomen dubium

- Musca
- Musca plebeja – Thereva plebeja
- Musca illucens – Hermetia illucens
- Musca chamaeleon – Stratiomys chamaeleon – Kalklangsprietwapenvlieg
- Musca microleon – Odontomyia microleon
- Musca hydroleon – Odontomyia hydroleon – Kwelmoeraswapenvlieg

p. 590
- Musca pantherina – Nemotelus pantherinus – Zwart-witte snuitwapenvlieg
- Musca morio – Hemipenthes morio – Duinrouwzwever
- Musca maura – Hemipenthes maura
- Musca hottentotta – Villa hottentotta – Hottentottenvilla
- Musca scolopacea – Rhagio scolopaceus – Gewone snipvlieg
- Musca vermileo – Vermileo vermileo
- Musca tringaria – Rhagio tringarius
- Musca conopsoides – Ceriana conopsoides – Normale fopblaaskop

p. 591
- Musca bombylans – Volucella bombylans – Hommelreus
- Musca mystacea – Mesembrina mystacea
- Musca lappona – Sericomyia lappona – Donkere veenzweefvlieg
- Musca pendula – Helophilus pendulus – Gewone pendelvlieg
- Musca florea – Myathropa florea – Doodskopzweefvlieg
- Musca nemorum – Eristalis nemorum – Puntbijvlieg
- Musca arbustorum – Eristalis arbustorum – Kleine bijvlieg
- Musca tenax – Eristalis tenax – Blinde bij

p. 592
- Musca intricaria – Eristalis intricaria – Hommelbijvlieg
- Musca oestracea – Eristalis oestracea
- Musca fallax – Blera fallax – Roodkapje
- Musca lucorum – Leucozona lucorum – Withaarmelkzweefvlieg
- Musca sylvarum – Xylota sylvarum – Grote gouden bladloper
- Musca bicincta – Chrysotoxum bicinctum – Donkere fopwesp
- Musca arcuata – Chrysotoxum arcuatum – Bolle fopwesp
- Musca mutabilis – Microdon mutabilis

p. 593
- Musca ichneumonea – Loxocera ichneumonea
- Musca diophthalma – Spilomyia diophthalma
- Musca vespiformis – Temnostoma vespiforme – Echte wespvlieg
- Musca festiva – Chrysotoxum festivum – Stipfopwesp
- Musca erratica – Megasyrphus erraticus – Donkergele bandzweefvlieg
- Musca glaucia – Leucozona glaucia – Doorzichtig-gele melkzweefvlieg
- Musca noctiluca – Pipiza noctiluca – Grofgestippelde platbek
- Musca gibbosa – Ogcodes gibbosus
- Musca ribesii – Syrphus ribesii – Bessenbandzweefvlieg

p. 594
- Musca pyrastri – Scaeva pyrastri – Witte halvemaanzweefvlieg
- Musca transfuga – Anasimyia transfuga – Rechte waterzweefvlieg
- Musca menthastri – Sphaerophoria menthastri
- Musca scripta – Sphaerophoria scripta – Grote langlijf
- Musca mellina – Melanostoma mellinum – Gewone driehoekszweefvlieg
- Musca pipiens – Syritta pipiens – Menuetzweefvlieg

p. 595
- Musca segnis – Xylota segnis – Gewone rode bladloper
- Musca femorata – Chalcosyrphus femoratus
- Musca inanis – Volucella inanis – Wespreus
- Musca pellucens – Volucella pellucens – Witte reus
- Musca meridiana – Mesembrina meridiana – Schorsvlieg
- Musca caesar – Lucilia caesar – Groene keizersvlieg
- Musca cadaverina – Pyrellia cadaverina
- Musca vomitoria – Calliphora vomitoria – Roodbaard-bromvlieg

p. 596
- Musca carnaria – Sarcophaga carnaria – Grijze vleesvlieg
- Musca domestica – Huisvlieg
- Musca sepulchralis – Eristalinus sepulchralis – Weidevlekoog
- Musca grossa – Tachina grossa
- Musca rotundata – Gymnosoma rotundatum
- Musca larvarum – Exorista larvarum
- Musca radicum – Delia radicum – Koolvlieg

p. 597
- Musca lateralis = Fannia canicularis – Kleine kamervlieg[49]
- Musca cemiteriorum – Chrysogaster cemiteriorum
- Musca pluvialis – Anthomyia pluvialis
- Musca fenestralis – Scenopinus fenestralis – Venstervlieg
- Musca roralis – Melanophora roralis
- Musca serrata – Heleomyza serrata
- Musca cellaris – nomen oblitum voor Drosophila melanogaster – Bananenvlieg
- Musca meteorica – Hydrotaea meteorica
- Musca putris – Themira putris

p. 598
- Musca frit – Oscinella frit – Fritvlieg
- Musca leprae – nomen dubium, mogelijk Hippelates flavipes Loew, 1866
- Musca cupraria – Sargus cuprarius – Koperen metaalwapenvlieg
- Musca polita – Microchrysa polita – Groene glimwapenvlieg
- Musca viduata – Pipizella viduata – Gewone langsprietplatbek
- Musca pubera – Cordilura pubera
- Musca petronella – Calobata petronella
- Musca ungulata – Dolichopus ungulatus
- Musca aequinoctialis – nomen dubium

p. 599
- Musca cibaria – Neria cibaria
- Musca scybalaria – Scathophaga scybalaria
- Musca stercoraria – Scathophaga stercoraria – Strontvlieg
- Musca fimetaria – Psila fimetaria
- Musca parietina – Oxyna parietina
- Musca umbrarum – Dictya umbrarum
- Musca grossificationis = Melanophora roralis
- Musca saltuum – Palloptera saltuum
- Musca vibrans – Seioptera vibrans
- Musca cynipsea – Sepsis cynipsea

p. 600
- Musca flava – Chyromya flava
- Musca aestuans – nomen dubium
- Musca serratulae – Terellia serratulae – Glasvleugeldistelboorvlieg
- Musca arnicae – Tephritis arnicae
- Musca hyoscyami – Tephritis hyoscyami
- Musca germinationis – Opomyza germinationis
- Musca urticae – Ceroxys urticae
- Musca cerasi – Rhagoletis cerasi – Kersenvlieg
- Musca heraclii – Euleia heraclei – Selderijvlieg
- Musca cardui – Urophora cardui – Distelgalboorvlieg

p. 601
- Musca solstitialis – Urophora solstitialis
- Musca florescentiae – mogelijk Terellia ruficauda (Fabricius, 1794)
- Musca frondescentiae – Herina frondescentiae

- Tabanus
- Tabanus bovinus – Runderdaas
- Tabanus calens
- Tabanus tarandinus – Hybomitra tarandina
- Tabanus exaestuans – Leucotabanus exaestuans

p. 602
- Tabanus fervens – Phaeotabanus fervens
- Tabanus mexicanus – Chlorotabanus mexicanus
- Tabanus bromius – Kleine runderdaas
- Tabanus occidentalis
- Tabanus tropicus – Hybomitra tropica – Grote veldknobbeldaas
- Tabanus antarcticus
- Tabanus pluvialis – Haematopota pluvialis – Regendaas
- Tabanus caecutiens – Chrysops caecutiens – Beekgoudoogdaas

- Culex
- Culex pipiens – Gewone steekmug

p. 603
- Culex bifurcatus = Culex pipiens – Gewone steekmug
- Culex pulicaris – Culicoides pulicaris
- Culex reptans – Simulium reptans
- Culex equinus – Simulium equinum
- Culex stercoreus – nomen dubium

- Empis – Dansvliegen
- Empis borealis – Wilgendansvlieg

p. 604
- Empis pennipes
- Empis livida – Akkerdisteldansvlieg

- Conops
- Conops rostrata – Rhingia rostrata – Rode snuitvlieg
- Conops calcitrans – Stomoxys calcitrans – Stalvlieg
- Conops irritans – Haematobia irritans
- Conops macrocephala – nomen oblitum voor Physocephala nigra (De Geer, 1776) – Zwart knuppeltje
- Conops flavipes – Zwart-gele blaaskop

p. 605
- Conops buccata – Myopa buccata – Bont blaaskaakje

- Asilus
- Asilus maurus – nomen dubium
- Asilus barbarus
- Asilus crabroniformis – Hoornaarroofvlieg
- Asilus gibbosus – Laphria gibbosa
- Asilus ater – Andrenosoma atrum
- Asilus gilvus – Choerades gilva – Rode dennenstamjager
- Asilus marginatus – Choerades marginata – Eikenstamjager

p. 606
- Asilus germanicus – Pamponerus germanicus – Bruinvleugelroofvlieg
- Asilus forcipatus – mogelijk Dysmachus picipes (Meigen, 1820) – Slanke borstelroofvlieg
- Asilus tipuloides = Empis livida – Akkerdisteldansvlieg
- Asilus oelandicus – Dioctria oelandica – Zwartvlerkbladjager
- Asilus morio – nomen dubium

- Bombylius
- Bombylius major – Gewone wolzwever
- Bombylius medius – Gespikkelde wolzwever

p. 607
- Bombylius minor

- Hippobosca
- Hippobosca equina
- Hippobosca avicularia – Ornithomya avicularia
- Hippobosca hirundinis – Crataerina hirundinis
- Hippobosca ovina – Melophagus ovinus – Schapenluis

## Aptera
Onder de Aptera bracht Linnaeus alle ongevleugelde Arthropoda samen.
p. 608
- Lepisma
- Lepisma saccharina – Zilvervisje
- Lepisma terrestris – nomen dubium

- Podura
- Podura viridis – Sminthurus viridis
- Podura atra – Dicyrtoma atra
- Podura fusca – Allacma fusca

p. 609
- Podura plumbea = Pogonognathellus flavescens[50]
- Podura nivalis – Entomobrya nivalis
- Podura arborea – Vertagopus arboreus
- Podura cincta – Orchesella cincta
- Podura aquatica – Zwarte waterspringstaart
- Podura fimetaria – Folsomia fimetaria
- Podura ambulans – Onychiurus ambulans

- Termes
- Termes fatale

p. 610
- Termes pulsatorium – Trogium pulsatorium
- Termes fatidicum = Lachesilla pedicularia[51]

- Pediculus
- Pediculus humanus – Hoofdluis

p. 611
- Pediculus pubis – Pthirus pubis – Schaamluis
- Pediculus ricinoides – nomen dubium, mogelijk Tunga penetrans – Zandvlo
- Pediculus vespertilionis – nomen rejiciendum[52][53]
- Pediculus suis – Haematopinus suis – Varkensluis
- Pediculus porcelli – nomen nudum[54][55]
- Pediculus cameli – Microthoracius cameli
- Pediculus cervi – Lipoptena cervi – Hertenluisvlieg (Diptera)
- Pediculus ovis – nomen dubium[56]
- Pediculus bovis – Bovicola bovis
- Pediculus vituli – Linognathus vituli

p. 612
- Pediculus equi – nomen nudum[57]
- Pediculus asini – Haematopinus asini
- Pediculus tinnunculi – Laemobothrion tinnunculi
- Pediculus corvi – Philopterus corvi
- Pediculus infausti – nomen dubium
- Pediculus picae – Myrsidea picae
- Pediculus cygni – Ornithobius cygni
- Pediculus anseris – Anaticola anseris
- Pediculus moschatae – Acidoproctus moschatae
- Pediculus querquedulae – Trinoton querquedulae
- Pediculus sternae – Saemundssonia sternae

p. 613
- Pediculus plataleae – Ardeicola plataleae
- Pediculus ardeae – Ardeicola ardeae
- Pediculus gruis – Esthiopterum gruis
- Pediculus ciconiae – Ardeicola ciconiae
- Pediculus charadrii – Quadraceps charadrii
- Pediculus fulicae – Incidifrons fulicae
- Pediculus recurvirostrae – Cirrophthirius recurvirostrae
- Pediculus haematopi – Saemundssonia haematopi
- Pediculus pavonis – Goniodes pavonis
- Pediculus meleagridis – Chelopistes meleagridis
- Pediculus gallinae – Menopon gallinae

p. 614
- Pediculus caponis – Lipeurus caponis[55]
- Pediculus tetraonis – Goniodes tetraonis
- Pediculus lagopi – Goniodes lagopi
- Pediculus columbae – Columbicola columbae
- Pediculus pari – nomen dubium[58]
- Pediculus apis – larve van een Meloe

- Pulex
- Pulex irritans – Mensenvlo
- Pulex penetrans – Tunga penetrans – Zandvlo

p. 615
- Acarus
- Acarus elephantinus – Amblyomma elephantinum[59]
- Acarus aegyptius – Hyalomma aegyptium [type in UUZM]
- Acarus reduvius = Ixodes ricinus – Schapenteek[60][61]
- Acarus americanus – Amblyomma americanum
- Acarus sanguisugus = Ixodes ricinus – Schapenteek[62]
- Acarus ricinus – Ixodes ricinus – Schapenteek

p. 616
- Acarus cancroides – Chelifer cancroides – Boekenschorpioen
- Acarus scorpioides – Cordylochernes scorpioides
- Acarus crassipes – Pergamasus crassipes
- Acarus passerinus – Analges passerinus
- Acarus motatorius – Linopodes motatorius
- Acarus aphidioides – Asca aphidoides
- Acarus coleoptratus – Achipteria coleoptrata
- Acarus telarius – Eotetranychus telarius
- Acarus siro

p. 617
- Acarus exulcerans = Sarcoptes scabiei (De Geer, 1778) – Schurftmijt
- Acarus geniculatus – nomen dubium, mogelijk Phauloppia lucorum (Koch, 1841)[63]
- Acarus aquaticus – Limnochares aquaticus
- Acarus holosericeus – Trombidium holosericeum – Fluweelmijt
- Acarus baccarum – Anystis baccarum
- Acarus muscarum – Myianoetus muscarum
- Acarus batatas – Eutrombicula batatas

p. 618
- Acarus gymnopterorum – nomen dubium
- Acarus coleoptratorum – Parasitus coleoptratorum
- Acarus rupestris – Erythraeus rupestris
- Acarus longicornis – Bdella longicornis
- Acarus littoralis – Neomolgus littoralis
- Acarus fungorum – nomen dubium, mogelijk Humerobates fungorum[64][63]
- Acarus scaber – nomen dubium
- Acarus salicinus – Anystis salicinus
- Acarus croceus – nomen dubium

- Phalangium
- Phalangium opilio – Gewone hooiwagen

p. 619
- Phalangium caudatum – Thelyphonus caudatus [type in UUZM]
- Phalangium reniforme = Phrynus ceylonicus C.L. Koch, 1843[65] [type in UUZM]

- Aranea = Araneus Clerck, 1757[66]
- Aranea diadema = Araneus diadematus Clerck, 1757 – Kruisspin
- Aranea reticulata = Metellina segmentata (Clerck, 1757) – Herfstspin

p. 620
- Aranea cucurbitina = Araniella cucurbitina (Clerck, 1757) – Gewone komkommerspin
- Aranea calycina = Misumena vatia (Clerck, 1757) – Gewone kameleonspin
- Aranea bipunctata – Steatoda bipunctata – Koffieboonspin
- Aranea arundinacea – Dictyna arundinacea – Heidekaardertje
- Aranea angulata = Araneus angulatus Clerck, 1757 – Schouderkruisspin
- Aranea domestica = Tegenaria domestica (Clerck, 1757) – Grijze huisspin
- Aranea lineata – Stemonyphantes lineatus – Paardenkopje
- Aranea riparia = Agelena labyrinthica (Clerck, 1757) – Gewone doolhofspin
- Aranea labyrinthica = Agelena labyrinthica (Clerck, 1757) – Gewone doolhofspin

p. 621
- Aranea redimita = Enoplognatha ovata (Clerck, 1757) – Gewone tandkaak[67]
- Aranea corollata – nomen dubium[68]
- Aranea fumigata = Pardosa amentata (Clerck, 1757) – Tuinwolfspin[69]
- Aranea montana = Linyphia triangularis (Clerck, 1757) – Herfsthangmatspin
- Aranea notata = Phylloneta sisyphia (Clerck, 1757) – Kleine wigwamspin
- Aranea rufipes – Gongylidium rufipes – Oranjepoot
- Aranea nocturna – Callilepis nocturna – Mierendief
- Aranea extensa – Tetragnatha extensa – Gewone strekspin
- Aranea fimbriata = Dolomedes fimbriatus (Clerck, 1757) – Gerande oeverspin

p. 622
- Aranea sexpunctata = Nuctenea umbratica (Clerck, 1757) – Platte wielwebspin
- Aranea flavissima – species inquirenda [type in UUZM]
- Aranea quadripunctata – Scotophaeus quadripunctatus – Dolkmuursluiper
- Aranea holosericea = Clubiona pallidula (Clerck, 1757) – Boomzakspin
- Aranea senoculata – Segestria senoculata – Boomzesoog
- Aranea avicularia – Avicularia avicularia – Amazone-roodteenvogelspin [type in UUZM]
- Aranea ocellata – nomen dubium
- Aranea tarantula – Lycosa tarantula [type in UUZM]

p. 623
- Aranea scenica – Salticus scenicus (Clerck, 1757) – Huiszebraspin
- Aranea truncorum – nomen dubium
- Aranea rupestris = Evarcha falcata (Clerck, 1757) – Bonte springspin
- Aranea aquatica = Argyroneta aquatica (Clerck, 1757) – Waterspin
- Aranea saccata = Pardosa amentata (Clerck, 1757) – Tuinwolfspin
- Aranea virescens = Dolomedes fimbriatus (Clerck, 1757) – Gerande oeverspin
- Aranea palustris = Dolomedes fimbriatus (Clerck, 1757) – Gerande oeverspin
- Aranea viatica = Xysticus cristatus (Clerck, 1757) – Gewone krabspin

p. 624
- Aranea levipes = Philodromus margaritatus (Clerck, 1757) – Korstmosrenspin
- Aranea cancriformis – Gasteracantha cancriformis
- Aranea spinosa – Micrathena spinosa

- Scorpio
- Scorpio maurus[70]
- Scorpio afer – nomen dubium[70]
- Scorpio americus – nomen dubium[70]

p. 625
- Scorpio europaeus – nomen rejiciendum[71]
- Scorpio australis – Androctonus australis [type in UUZM]

- Cancer
- Cancer cursor – Ocypode cursor
- Cancer raninus – Ranina ranina [type in UUZM]
- Cancer mutus – Tetralia muta
- Cancer minutus – Planes minutus – Columbuskrab

p. 626
- Cancer ruricola – Gecarcinus ruricola
- Cancer vocans – Gelasimus vocans
- Cancer craniolaris – Leucosia craniolaris [type in UUZM]
- Cancer philargius – Calappa philargius [type in UUZM]
- Cancer rhomboides – Goneplax rhomboides
- Cancer maculatus – Carpilius maculatus [type in UUZM]
- Cancer pelagicus – Portunus pelagicus [type in UUZM]

p. 627
- Cancer nucleus – Ilia nucleus
- Cancer lactatus – nomen oblitum voor Lophozozymus pictor (Fabricius, 1798) [type in UUZM]
- Cancer maenas – Carcinus maenas – Strandkrab [type in UUZM]
- Cancer depurator – Liocarcinus depurator – Blauwpootzwemkrab [type in UUZM]
- Cancer feriatus – Charybdis feriata
- Cancer granulatus – Calappa granulata
- Cancer pagurus – Noordzeekrab

p. 628
- Cancer chabrus – Guinusia chabrus
- Cancer araneus – Hyas araneus – Gewone spinkrab [type in UUZM]
- Cancer cuphaeus – nomen dubium
- Cancer muscosus – Pisa muscosa
- Cancer personatus – Dromia personata – Wolkrab
- Cancer pinnotheres – Nepinnotheres pinnotheres[72]

p. 629
- Cancer maja – Lithodes maja
- Cancer longimanus – Parthenope longimanus [type in UUZM]
- Cancer horridus – Daldorfia horrida
- Cancer cristatus – Micippa cristata [type in UUZM]
- Cancer superciliosus – Criocarcinus superciliosus [type in UUZM]
- Cancer cornutus – Maja cornuta
- Cancer longipes – Phalangipus longipes
- Cancer spinifer – Doclea spinifer[73] [type in UUZM]

p. 630
- Cancer cruentatus = Lissa chiragra (Fabricius, 1775)[74]
- Cancer hepaticus – Calappa hepatica [type in UUZM]
- Cancer calappa – Calappa calappa [type in UUZM]
- Cancer grapsus – Grapsus grapsus [type in UUZM]
- Cancer aeneus – Zosimus aeneus
- Cancer punctatus – Persephona punctata
- Cancer dorsipes – Notopus dorsipes [type in UUZM]
- Cancer symmysta – Albunea symmysta[74]

p. 631
- Cancer bernhardus – Pagurus bernhardus – Gewone heremietkreeft
- Cancer diogenes – Petrochirus diogenes
- Cancer gammarus – Homarus gammarus – Noordzeekreeft
- Cancer astacus – Astacus astacus – Europese rivierkreeft
- Cancer carcinus – Macrobrachium carcinus

p. 632
- Cancer pennaceus = Leander tenuicornis (Say, 1818)[75]
- Cancer squilla = Palaemon adspersus Rathke, 1837 – Roodsprietgarnaal[76]
- Cancer crangon – Crangon crangon – Gewone garnaal
- Cancer carabus – Albunea carabus
- Cancer cancharus – mogelijk Galathea strigosa (Linnaeus, 1767) – Bonte galathea[77] [type in UUZM]
- Cancer pilosus – nomen dubium
- Cancer norvegicus – Nephrops norvegicus – Noors kreeftje

p. 633
- Cancer homarus – Panulirus homarus [type in UUZM]
- Cancer arctus – Scyllarus arctus
- Cancer mantis – Squilla mantis
- Cancer scyllarus – Odontodactylus scyllarus
- Cancer pulex – Gammarus pulex – Zoetwatervlokreeft

p. 634
- Cancer locusta – Gammarus locusta – Sprinkhaanvlokreeft
- Cancer salinus – Artemia salina
- Cancer stagnalis – Tanymastix stagnalis

- Monoculus – nomen rejiciendum[78]
- Monoculus polyphemus – Limulus polyphemus – Atlantische degenkrab
- Monoculus foliaceus – Argulus foliaceus – Karperluis

p. 635
- Monoculus apus – Lepidurus apus
- Monoculus pulex – Daphnia pulex Leydig, 1860[79]
- Monoculus pediculus – Polyphemus pediculus
- Monoculus quadricornis – Cyclops quadricornis
- Monoculus conchaceus – Cypris conchacea
- Monoculus lenticularis – Limnadia lenticularis
- Monoculus telemus = Cavolinia tridentata (Forskål, 1775)[78]

p. 636
- Oniscus
- Oniscus asilus – nomen dubium, mogelijk een Nerocila
- Oniscus oestrum – Cymothoa oestrum
- Oniscus psora – Aega psora
- Oniscus physodes – Anilocra physodes
- Oniscus entomon – Saduria entomon
- Oniscus ceti – Cyamus ceti

p. 637
- Oniscus marinus – Idotea marina
- Oniscus scopulorum – Cymothoa scopulorum
- Oniscus aquaticus – Asellus aquaticus – Zoetwaterpissebed
- Oniscus asellus – Kelderpissebed
- Oniscus armadillo – nomen dubium[80]

- Scolopendra
- Scolopendra lagura – Polyxenus lagurus – Penseeltje

p. 638
- Scolopendra coleoptrata – Scutigera coleoptrata – Spinduizendpoot
- Scolopendra forficata – Lithobius forficatus – Gewone steenloper
- Scolopendra gigantea
- Scolopendra morsitans [type in UUZM]
- Scolopendra electrica – Geophilus electricus
- Scolopendra phosphorea = Orphnaeus brevilabiatus[81]

p. 639
- Scolopendra occidentalis – nomen dubium[82]
- Scolopendra marina – nomen dubium

- Julus
- Julus ovalis – Cryxus ovalis
- Julus crassus
- Julus terrestris
- Julus indus – Spirostreptus indus

p. 640
- Julus sabulosus – Ommatoiulus sabulosus – Grote tweestreep
- Julus fuscus
- Julus maximus – Spirocyclistus maximus